# Tazacorte
Tazacorte (offiziell: La Villa y Puerto de Tazacorte) ist eine der 14 Gemeinden auf der Kanarischen Insel La Palma. Sie liegt am mittleren Teil der Westküste dieser Insel.
Im Gemeindegebiet begann 1492 die spanische Eroberung La Palmas. Aufgrund der guten klimatischen Lage und Wasserversorgung haben die Eroberer frühzeitig Zuckerrohr anbauen lassen, was über mehr als drei Jahrhunderte lang in der Gemeinde erfolgreich möglich war. Die heute noch existierenden Herrenhäuser zeugen von dieser Entwicklung. Die wesentlichen Erwerbsgrundlagen der Gemeinde sind heute ausgedehnte Bananenplantagen und der sanfte Tourismus. Besonderheiten der Gemeinde sind das historische Treppenviertel in Villa de Tazacorte und der Fischerei- und Yachthafen.

## Geographie

### Geographische Lage und Geologie

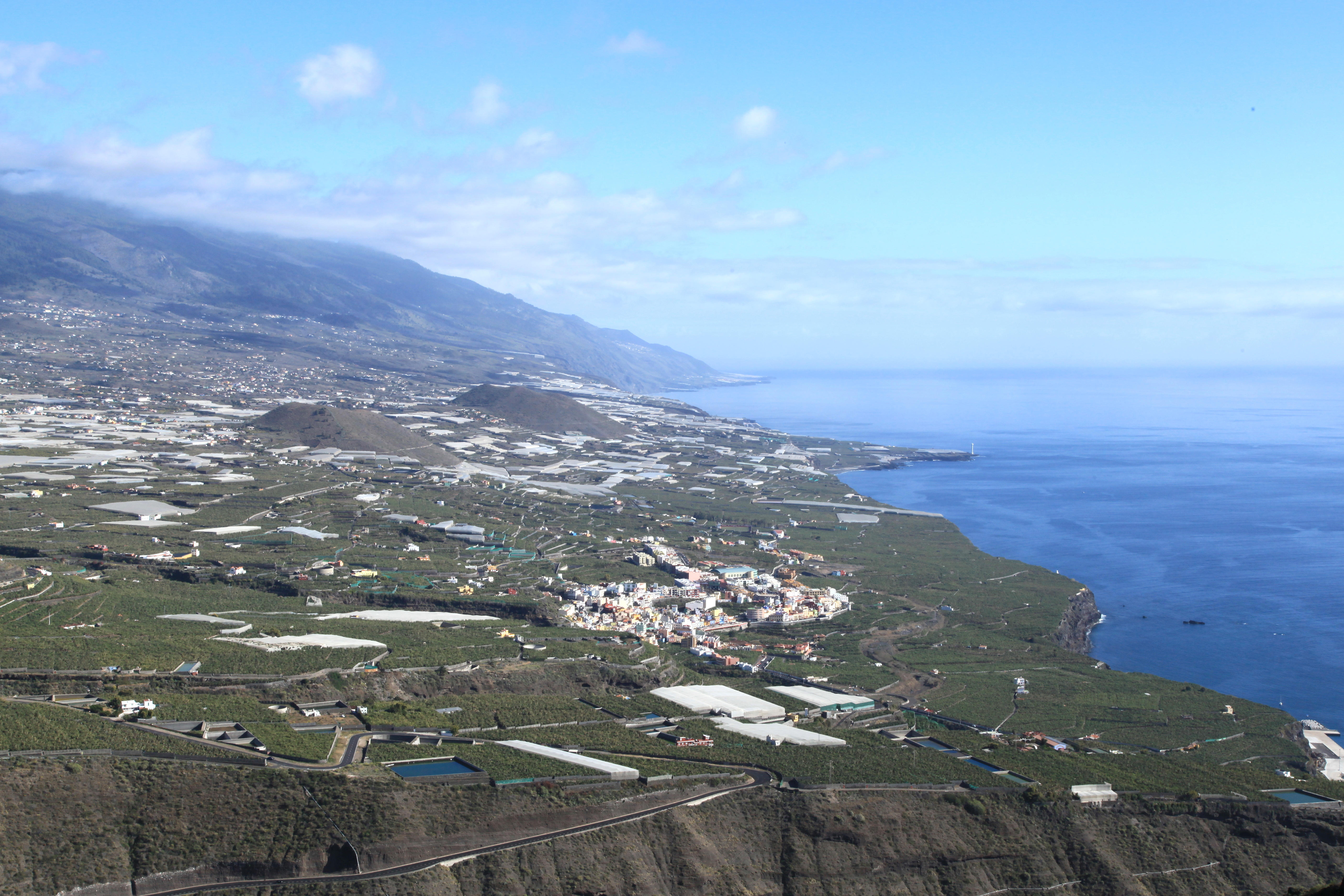
Villa de Tazacorte, Montaña La Laguna, Montaña Todoque, Faro de Punta Lava

Die Gemeinde liegt im Wesentlichen auf einer Ebene oberhalb einer Steilküste zum Atlantischen Ozean. Sie erstreckt sich parallel zur Küste über etwa 9 Kilometer und ins Inselinnere über etwa 2 Kilometer leicht ansteigend (von etwa 50 bis 300 Meter über dem Meeresspiegel). Unterhalb der Steilküste befinden sich an wenigen Stellen Badestrände. Ausnahmen davon sind der alte und der neue Hafen im Norden und eine große ins Meer vorspringende, beim Vulkanausbruch 1949 entstandene Lavaplattform im Süden, auf dem nach einer Rekultivierung neben Bananenplantagen die Siedlung La Bombilla und der Leuchtturm Faro de Punta Lava errichtet wurde; ein weiterer Strand dort (Playa Nueva) wurde 2021 beim Vulkanausbruch verschüttet.
Im Norden grenzt Tazacorte an die Gemeinde Tijarafe und im Osten und im Süden an die Gemeinde Los Llanos de Aridane. Die nördliche Gemeindegrenze verläuft ab der Landzunge Punta de Juan Graje im alten Hafen zunächst über deren Spitze El Bine am Grat des Time oberhalb der Steilwand des Barranco de Las Angustias, um dann auf etwa 300 msnm bis zum Weiler Amagar zu führen. Dort biegt sie nach Südwesten ab, führt durch den Barranco und hinauf bis zum Grat der Hochebene von Argual; am Grat verläuft sie zum Atlantik, dann entlang der Küste und des Barranco de Tenisque, um kurz hinter der LP-2 westlich der Montaña Triana (353 Meter) nach Süden östlich von Montaña La Laguna (339 Meter) und Montaña Todoque (348 Meter) zu führen. Die Vulkankegel stehen unter Naturschutz und bilden mit der Montaña de Argual das Monumento Natural de los Volcanes de Aridane. Auf der Höhe von La Bombilla erstreckt sich die südliche Grenze der Gemeinde vom Atlantik im Westen bis zum Camino el Tablao im Osten.
Von den mehr als hundert Lavaröhren auf La Palma befinden sich fünf auf dem Gebiet von Tazacorte: die Cueva de Hércules, die Cueva de Los Caracoles (beide nördlich der Montaña La Laguna), die Cueva de El Perdido (mit vier Öffnungen in der Steilküste), die Cueva La Muralla und die Cueva de la Terraza de Verano (beide im Süden der Gemeinde).
Die Cueva de El Perdido ist mit einer Ausdehnung von 1288 Metern die nach der Cueva Honda del Bejenado (Gemeinde El Paso, 1362 Meter) am weitesten verzweigte Lavaröhre von La Palma.

### Gemeindeteile

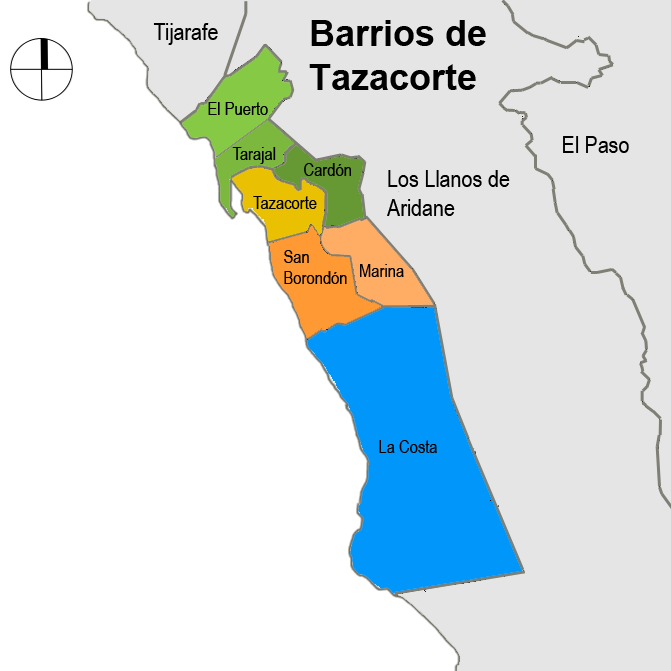
Gemeindeteile (barrios) von Tazacorte

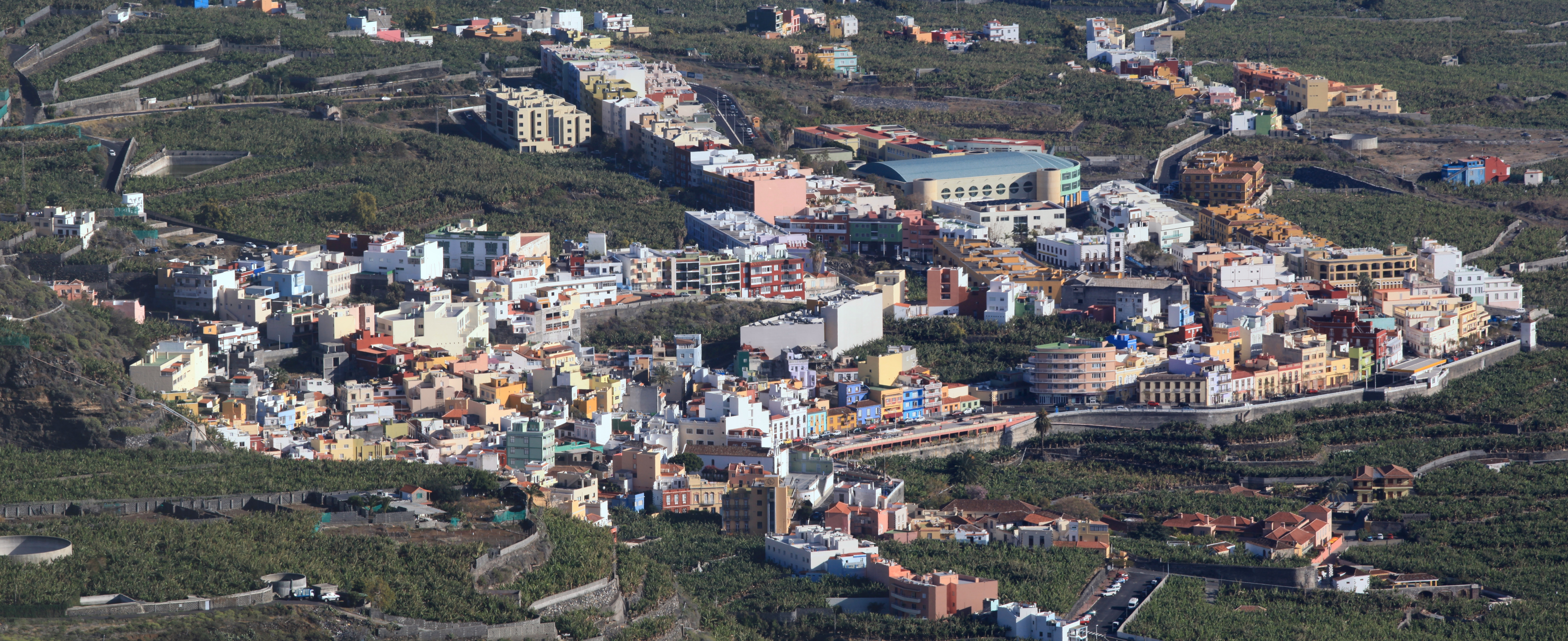
Panorama Villa de Tazacorte (rechts im Hintergrund San Borondón)

Die Gemeinde Tazacorte besteht aus den Gemeindeteilen (von Nord nach Süd) El Puerto (auch genannt: Puerto de Tazacorte), Tarajal, Cardón, Tazacorte (auch genannt: Villa de Tazacorte), San Borondón, Marina und La Costa. Nur in den Gemeindeteilen Villa de Tazacorte, San Borondón und Puerto de Tazacorte bestehen geschlossene Dörfer, in allen anderen Gemeindeteilen nur Weiler oder verstreute Häuser.

### Villa de Tazacorte
Der Ort Tazacorte ist der Verwaltungssitz der Gemeinde und der infrastrukturelle Kern. Hier vermischen sich traditionelle Baustile mit moderner Architektur. Alte Häuser, in kanarischem oder kolonialem Stil, mit engen Gassen zeichnen überwiegend das Bild des Ortes, der auch „Paris chiquito“ (Klein-Paris) genannt wird. Das Viertel El Charco war das ursprüngliche Zentrum, an dem die Familie Monteverde eine erfolgreiche Zuckerfabrik ansiedelte. Der Ort wuchs durch Wohnungen für Angestellte, durch Mühlen und Werkstätten und andere Wirtschaftsgebäude.

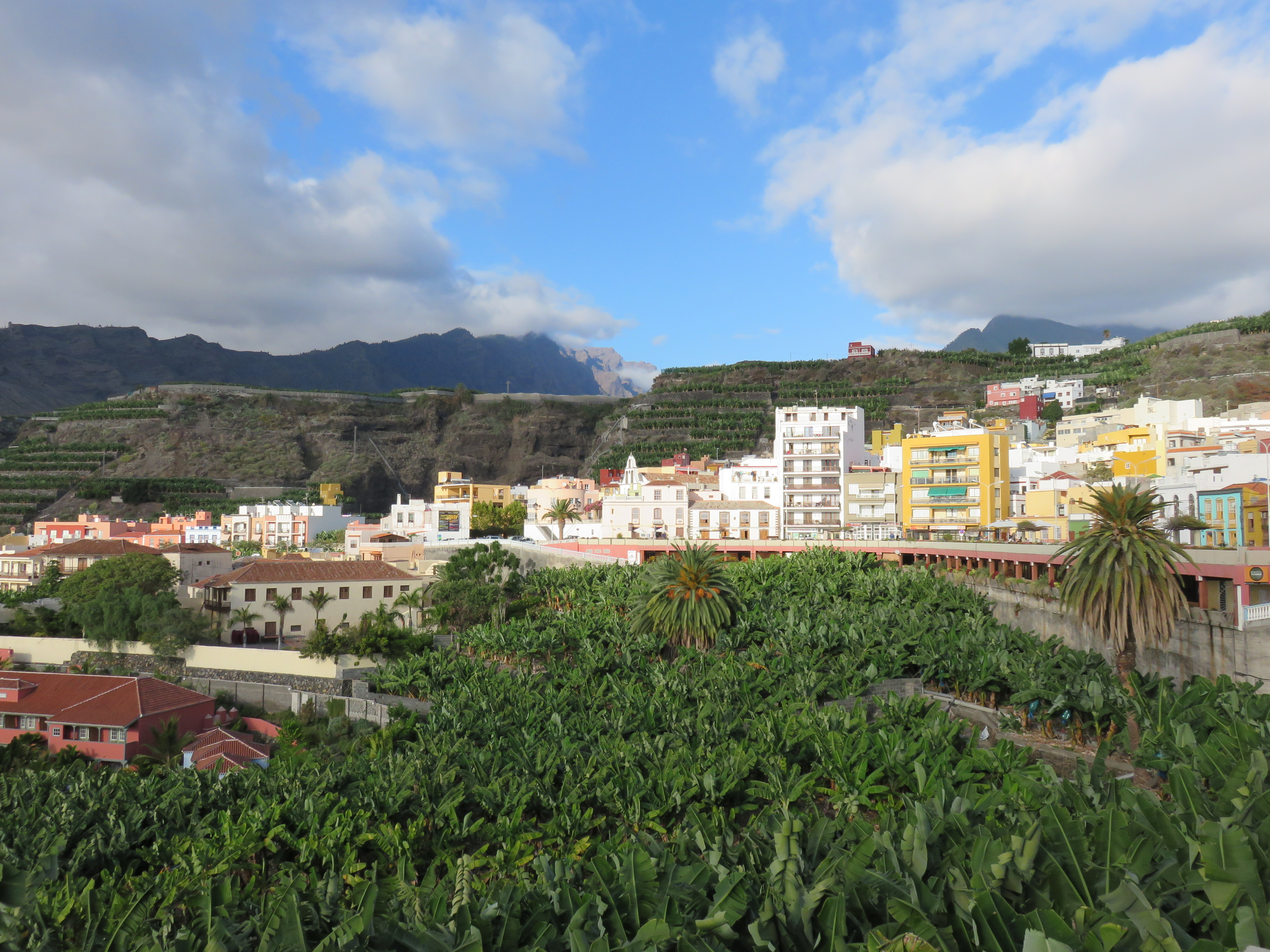
Villa de Tazacorte, links im Bild der Ortsteil El Charco, in der Bildmitte die Kirche
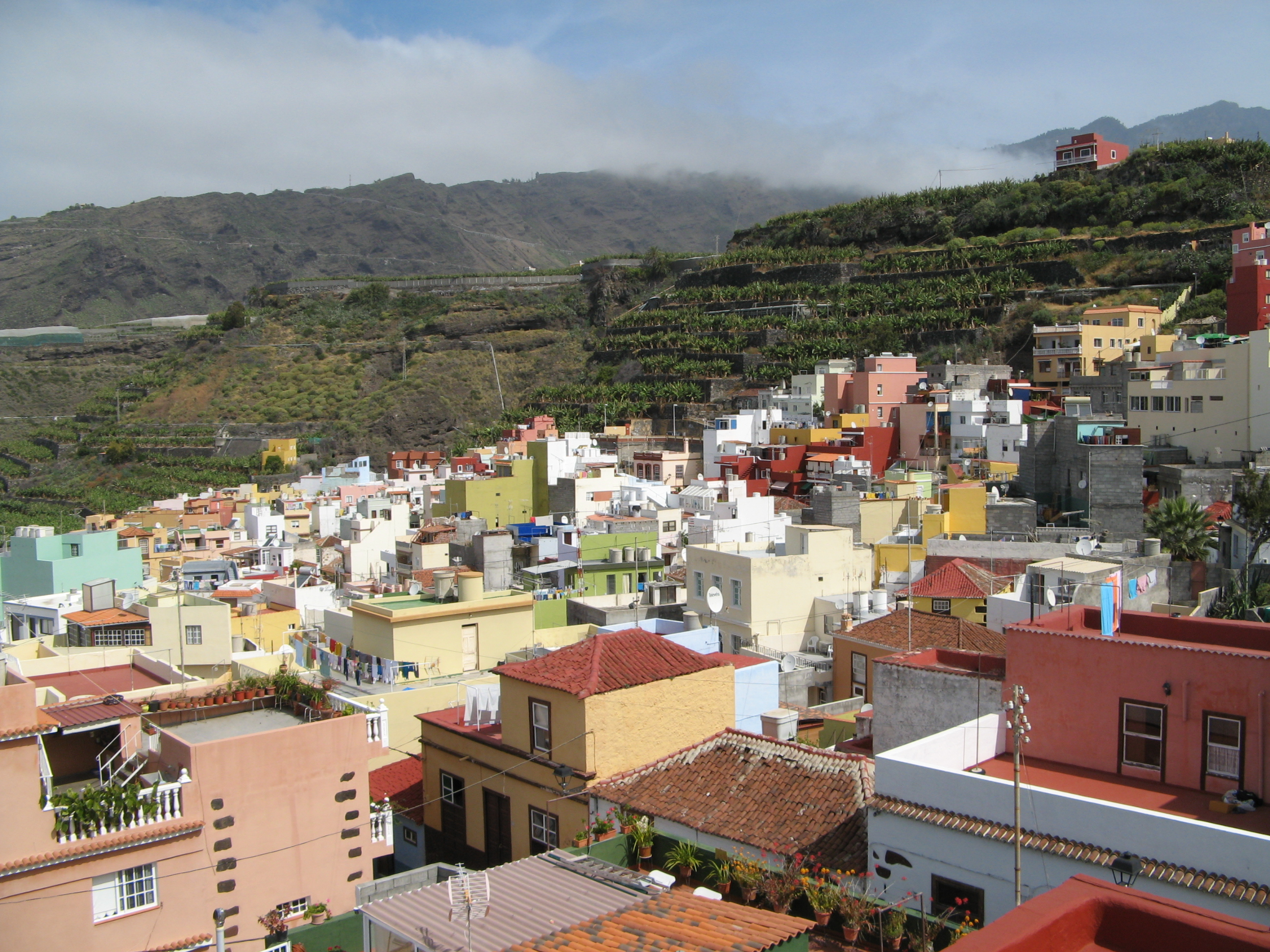
Tazacorte – Altstadt, Blick in Richtung Norden
Plaza de España mit der Iglesia San Miguel Arcángel
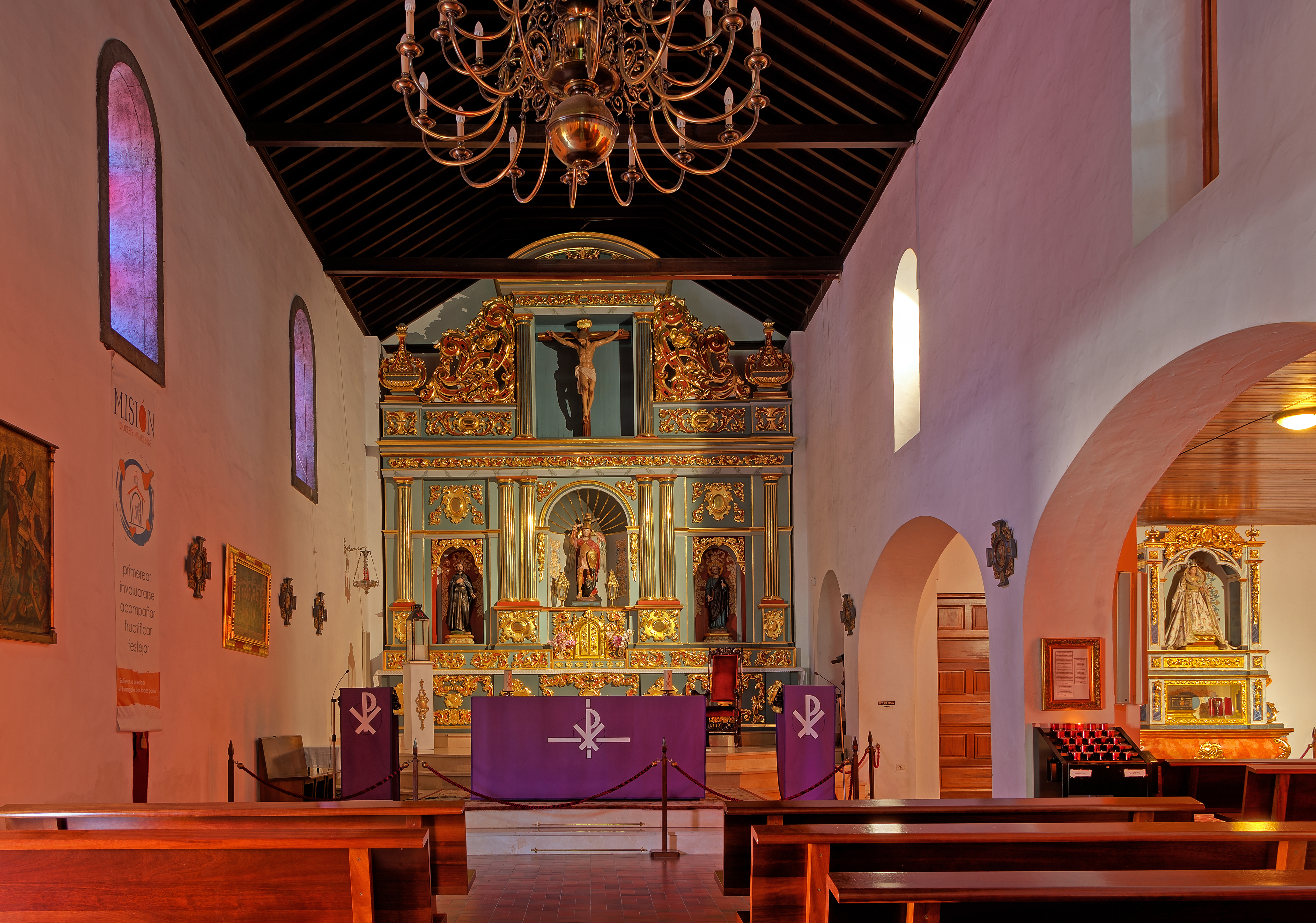
Innenraum der Iglesia San Miguel Arcángel
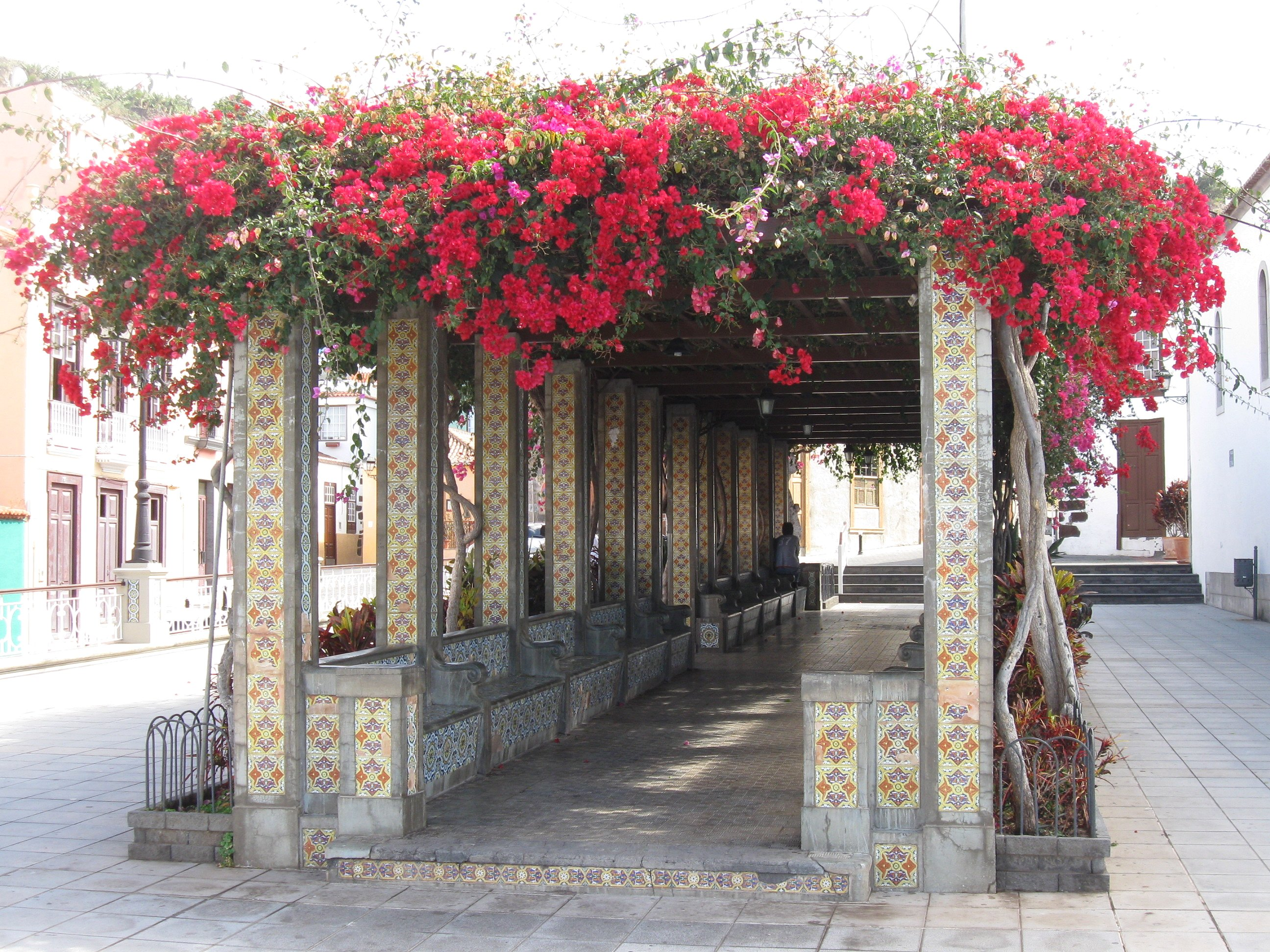
Tazacorte – Altstadt, Ruhebänke neben der Kirche
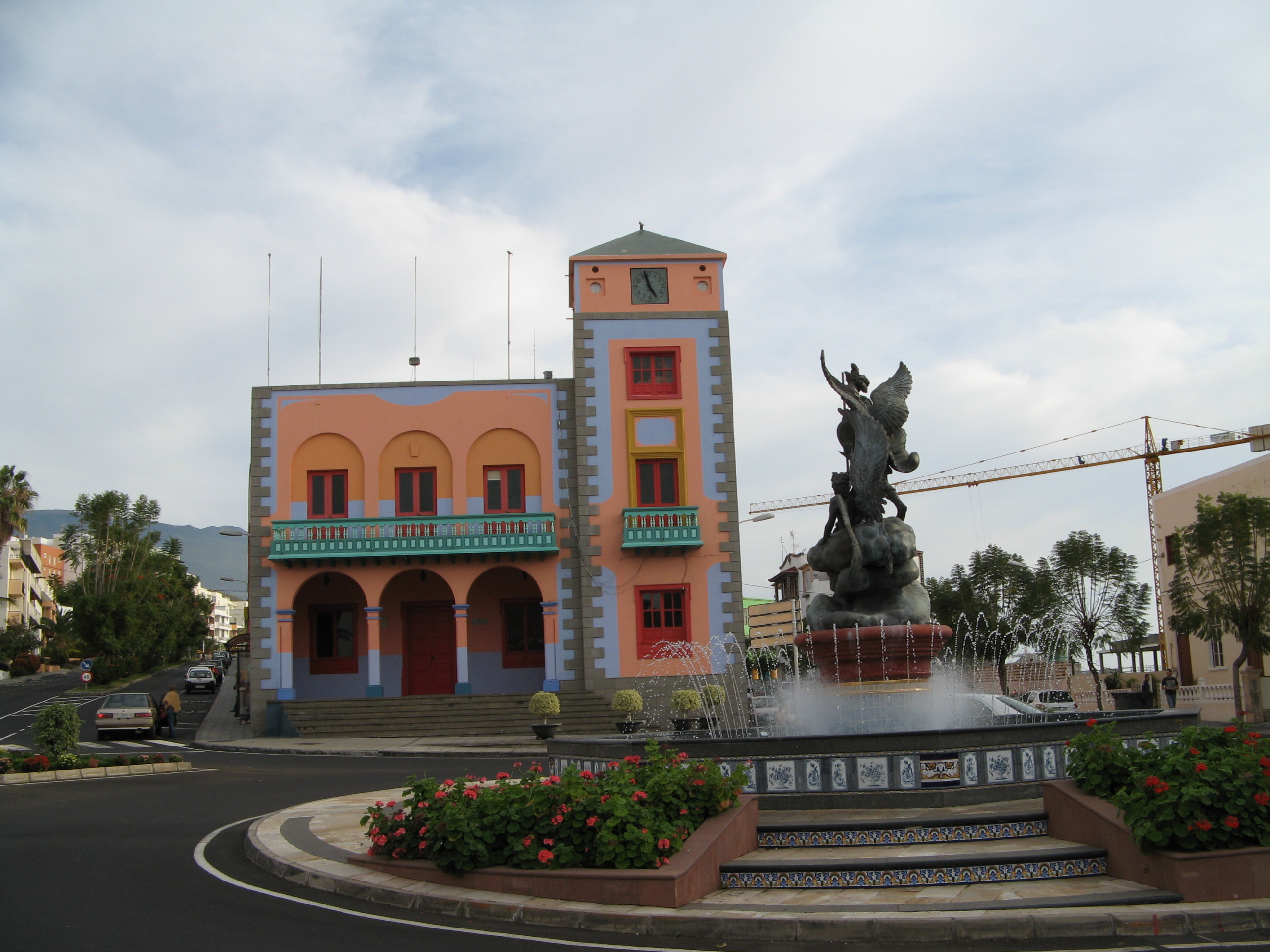
Rathaus, davor Brunnen San Miguel de La Palma

### Puerto de Tazacorte

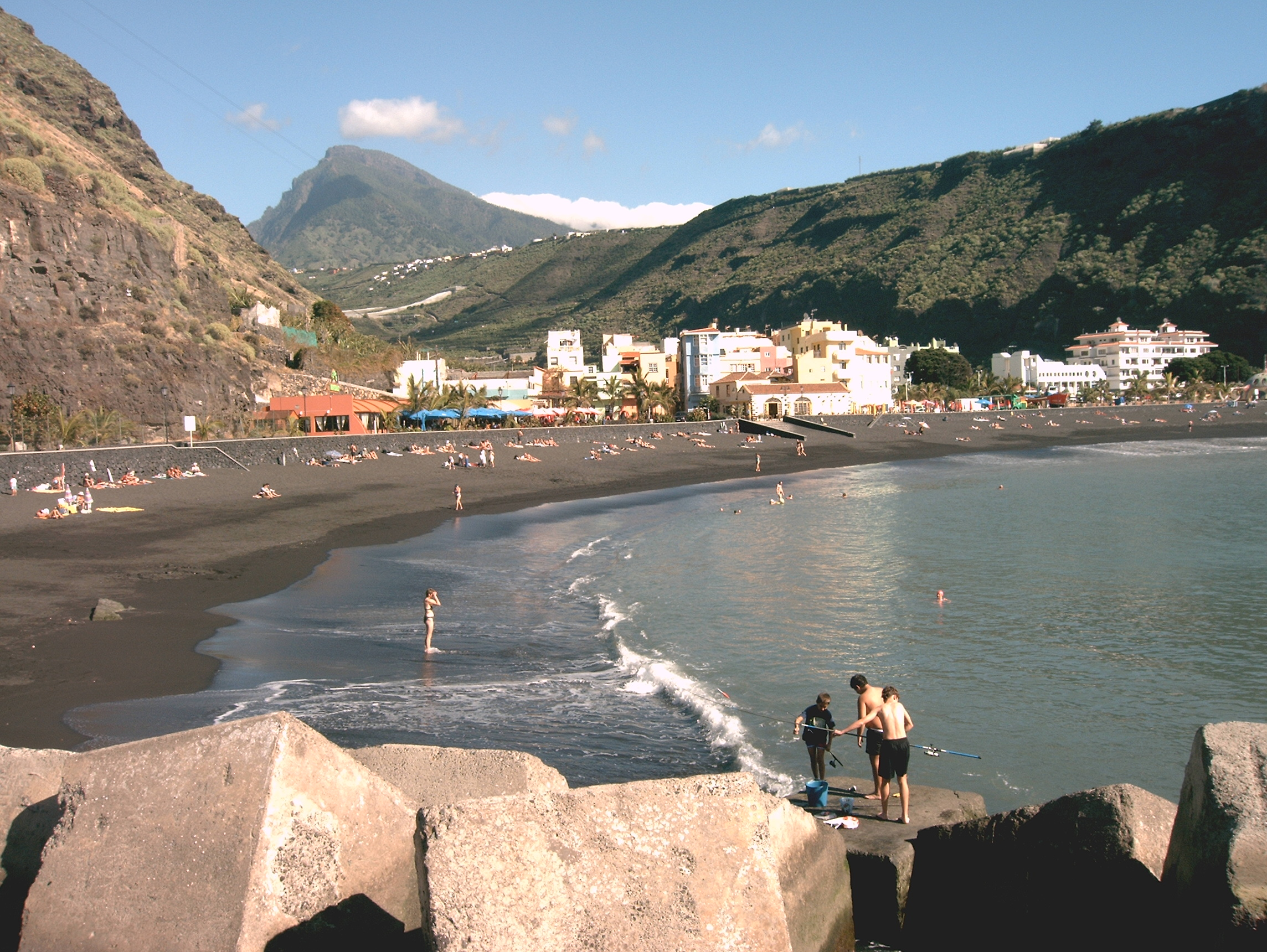
Strand von Puerto de Tazacorte

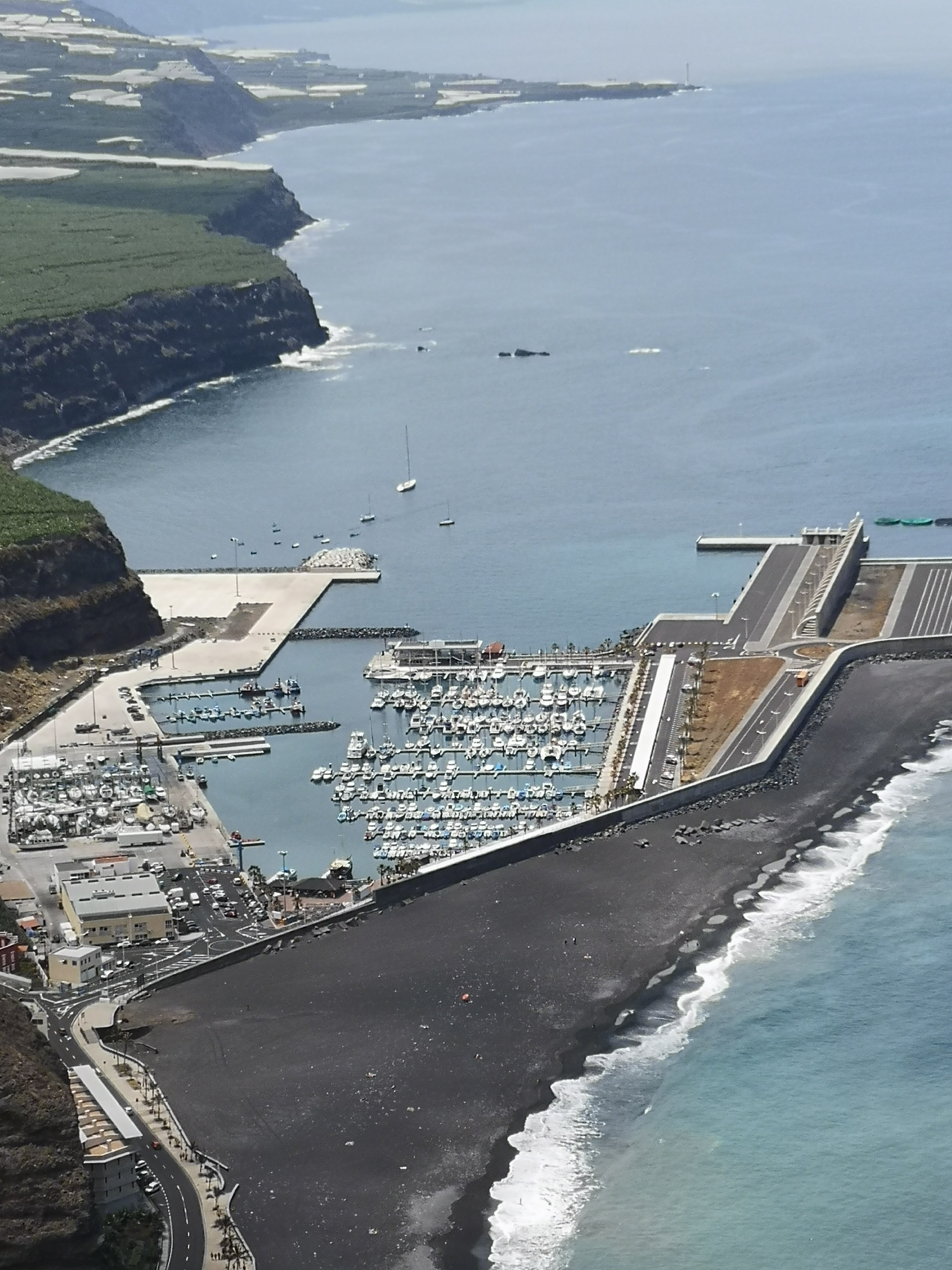
Fischerei- und Yachthafen, Mai 2018

Der Ort El Puerto liegt am Ende des Barranco de Las Angustias. Der heutige Fischerei- und Yachthafen wurde von 1976 bis 1981 südlich des alten Hafens, an der Mündung des Barranco de Tenisca (im benachbarten Gemeindeteil Tarajal) gebaut und ist der größte Hafen der Insel. Von 1999 bis 2003 wurde der Hafen erweitert und die alte Hafenmole zum Schutz des Strandes weiter ausgebaut. Hier befindet sich eine Marina. Die neue Mole schützt insbesondere den Strand vor den zum Teil mehrere Meter hohen Wellen. Eine weitere Hafenerweiterung wurde für den Fähr- und Kreuzschifffahrt-Verkehr ausgelegt, wird jedoch derzeit nicht genutzt.
An der Stelle des Deiches war 1936 bereits ein Wellenbrecher zum Schutz des ersten Hafens von Tazacorte, von dem aus der Export der Bananen erfolgte, gebaut worden. Eine geeignete Straßenverbindung zum Hafen der Inselhauptstadt Santa Cruz de La Palma existierte damals noch nicht.
El Puerto und Tarajal verfügen zusammen über einen etwa zwei Kilometer langen Badestrand aus schwarzem Lavasand mit einer entsprechend langen Promenade. Mit 3500 Sonnenstunden im Jahr ist Puerto de Tazacorte der sonnenreichste Ort der Insel.
Der Strand Los Tarajales in der Nähe des Hafens ist seit 2014 für Nudisten geöffnet.

### Bedeutung des Ortsnamens
Die ersten Einwohner La Palmas, die Benahoaritas, dürften aus dem Südwesten Marokkos zugewandert sein. Der Name Tazacorte wird auf den berberischen Begriff askar, azaġar o. ä. (dt. „Ebene“, „flache Weide“) oder auf tizekkar: „Parzelle“ zurückgeführt. Angeblich haben die ursprünglichen Bewohner des Ortes den spanischen Eroberern gesagt, dass der Ortsname „die taza von Corte“ (unbekannte Person), bedeutete, wegen der Form des Platzes, aber es könnte auch „der Hof vom Taza“ sein, ein vermutlicher (nicht nachweisbarer) König der Benahoaritas, was sich leider bis heute als „Hof des Tazo“ in einigen Reiseführern findet.

## Geschichte
Am 29. September 1492, dem Tag des Heiligen Michael, begann unter der Führung von Alonso Fernández de Lugo im zugänglichen Küstenabschnitt des heutigen Puerto de Tazacorte die spanische Eroberung und Inbesitznahme von La Palma. Zu Ehren des Heiligen Michael wurde von den Spaniern die erste Kapelle am Ort der heutigen Kirche San Miguel Arcángel in Tazacorte errichtet. Der Heilige Michael gab der Insel auch ihren ursprünglichen Namen, Isla de San Miguel de La Palma.

### Errichtung großer Landgüter
Das Land des Aridanetals wurde unter den Besetzern aufgeteilt, ebenso wie die Wassernutzungsrechte in der Caldera de Taburiente. In der Folgezeit errichteten Familien aus der Hauptstadt und flämische Kaufleute, die im Zuckergeschäft den wirtschaftlichen Wohlstand sahen, große Landgüter in Tazacorte. Die Zuckerfabriken der Familien Monteverde, Van Dale, Sotomayor und Massieu, denen das gesamte, klimatisch sehr geeignete Land samt Wassernutzungsrechten gehörte, wurden zur wirtschaftlichen Antriebskraft der Insel. Die Hacienda de Abajo war das größte Zuckerrohrlandgut Tazacortes. Es wurde von Juan Fernández de Lugo, dem Neffen des spanischen Eroberers Alonso Fernández de Lugo, errichtet. Das Handelshaus der Welser kaufte es im Jahre 1509 mit großen Teilen des Aridane-Gebietes und veräußerte es 1513 wieder an den Kölner Kaufmann Johann Byse (Byss oder Biesen) und dessen Neffen Jakob Groeneberg, der ganz nach La Palma zog. Er ließ sich in Tazacorte unter dem spanischen Namen „Don Jácome de Monteverde“ nieder. Später übernahmen die Familien Sotomayor und die aus Lillo, Berendrecht und Zuidland (Flandern) das Gut. Über die Jahrhunderte verschwägerten sie sich miteinander; bis heute halten wenige dieser Familien die Wasserrechte. Im 16. Jahrhundert wurden der kleine Palast des Vizconde del Buen Paso, die Casa Monteverde und das Herrenhaus des Vaters des späteren Generalkapitäns des spanischen Flotte, Francisco Díaz Pimienta, der 1594 in Tazacorte geboren sein soll, errichtet. Im nächsten Jahrhundert folgte die Casa Massieu. Der wesentliche Teil der flämischen Kunstsammlung dieser Familien befindet sich heute wieder in Tazacorte in dem historischen Gebäude des Hotels Hacienda de Abajo.
Zur Abwehr von Piratenüberfällen errichteten die Besitzer der Landgüter im 16. Jahrhundert zwei heute nicht mehr existierende Schutzanlagen in Puerto de Tazacorte, die Schanze El Reducto de Juan Graje und das Castillo de San Miguel en Tazacorte. Sie waren mit jeweils fünf Kanonen aus Eisen bestückt und mit 50 Soldaten besetzt. Damit konnten in den folgenden drei Jahrhunderten mehrere Piratenangriffe abgewehrt werden. Nach einer historischen Karte der Bucht des heutigen Puerto de Tazacorte befand sich in ihrem nördlichen Teil die Schanze (oberhalb der Mündung des Barranco de Las Angustias) und im südlichen Teil das Castillo (an der Mündung des Barranco de Tenisque, wo sich der heutige Hafen befindet).
Eine verhängnisvolle Erfahrung mit den Piraten machte im Juni 1570 eine vierzigköpfige portugiesische Jesuitengruppe unter Leitung des Provinzials Inácio de Azevedo, die auf dem Seeweg von Lissabon nach Brasilien war. Eine Gedenktafel an der Casa Monteverde in Tazacorte weist auf eine Begegnung mit der Familie Monteverde hin. Bei der Weiterfahrt wurde das Schiff von französischen Piratenschiffen unter dem Kommando von Jacques de Sores angegriffen, um in den Besitz der für Brasilien vorgesehenen reichhaltigen Waren zu gelangen. Die Jesuitengruppe wurde dabei umgebracht. 1854 wurde die Gruppe als Vierzig Märtyrer von Brasilien seliggesprochen.
Trotz des wirtschaftlichen Aufschwungs lebte der Großteil der Bevölkerung von Tazacorte, Bauern- und Fischerfamilien, unter armseligen Bedingungen in einem Viertel oberhalb der Herrschaftshäuser, das lange vom benachbarten Los Llanos de Aridane verwaltet wurde.

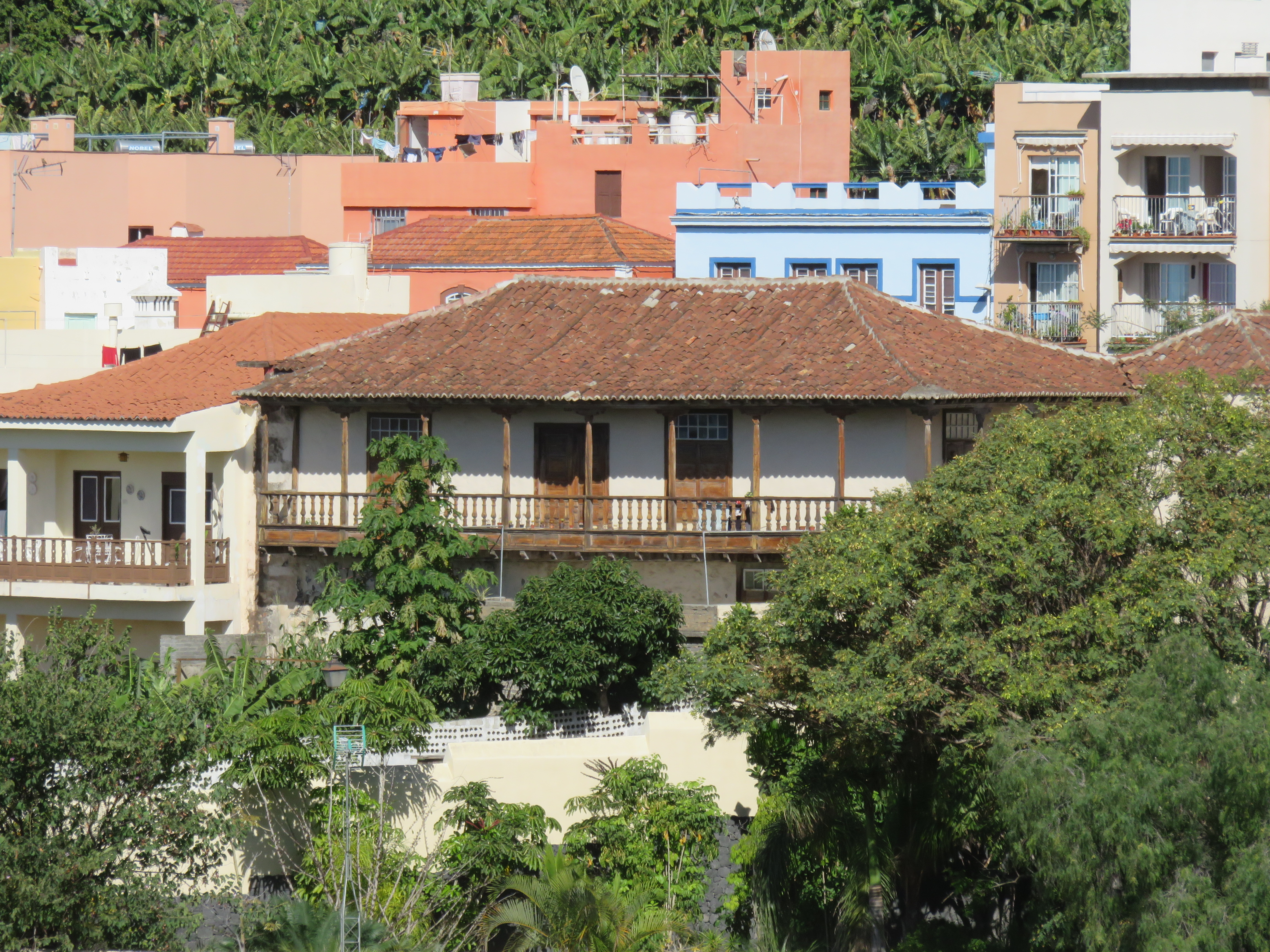
Casa Díaz Pimienta aus dem 16. Jahrhundert
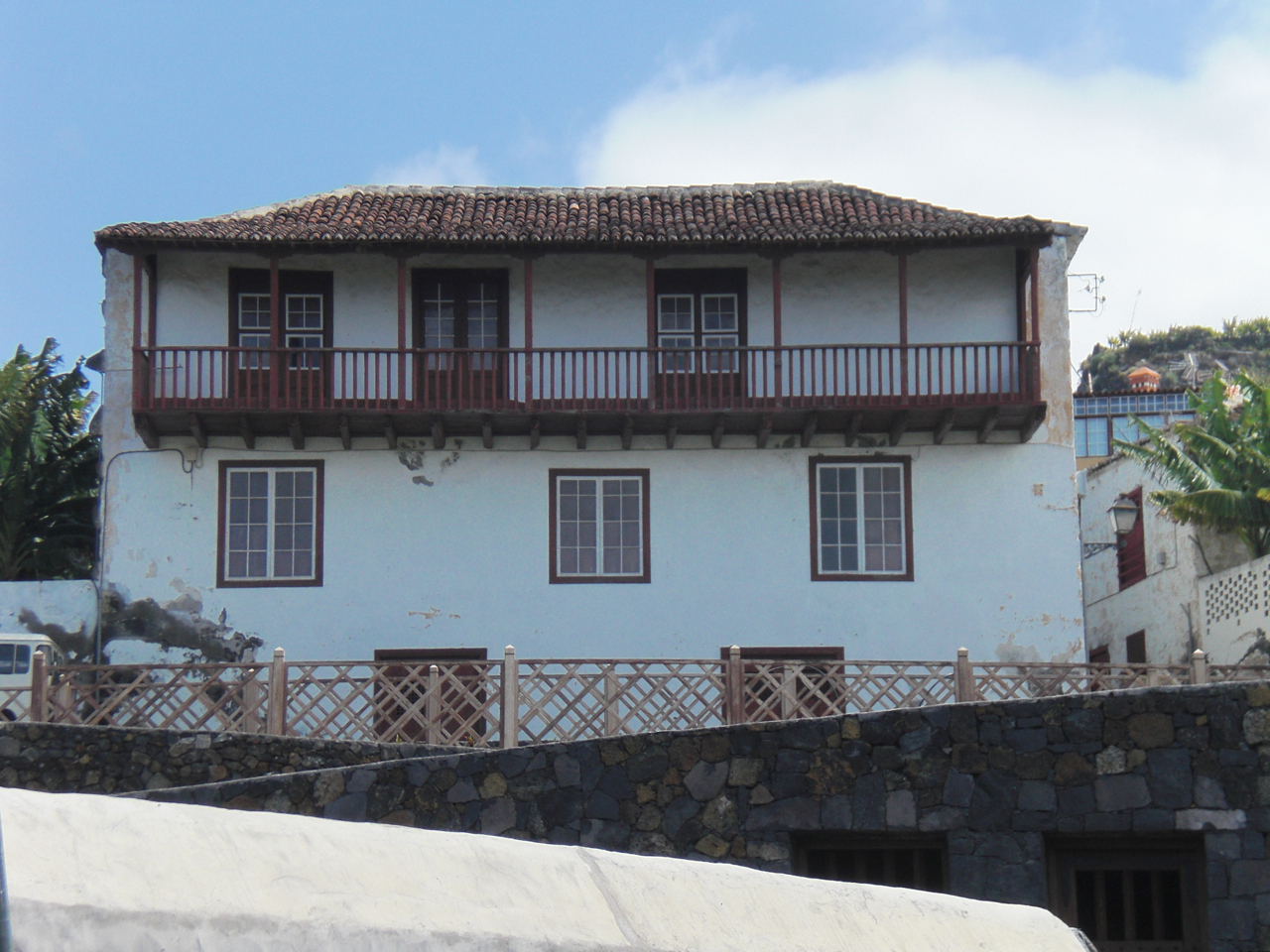
Casa Monteverde aus dem 16. Jahrhundert, heute auch als „Casa de los Mártires“ bezeichnet
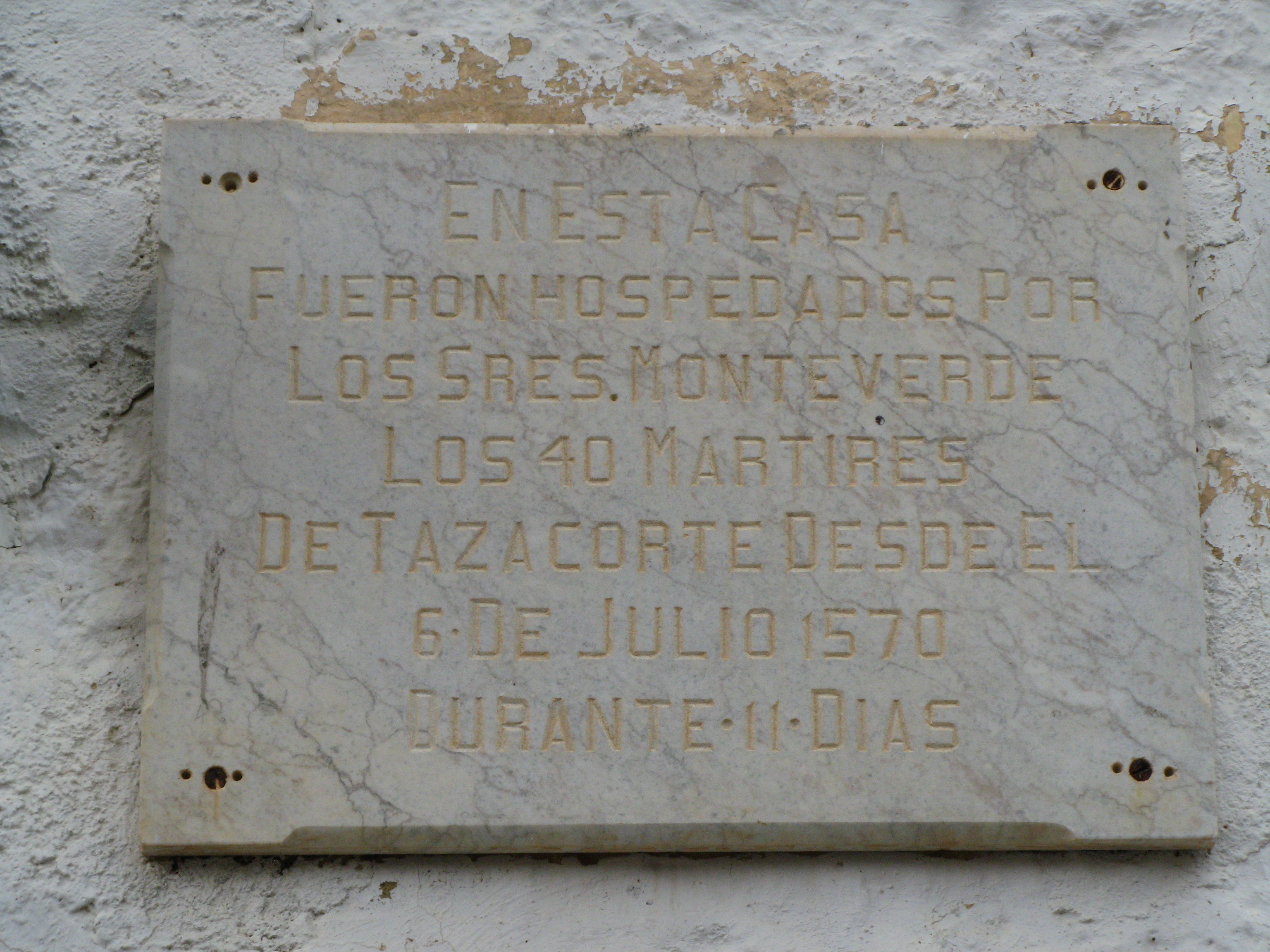
Gedenktafel für die 40 Märtyrer an der Casa Monteverde
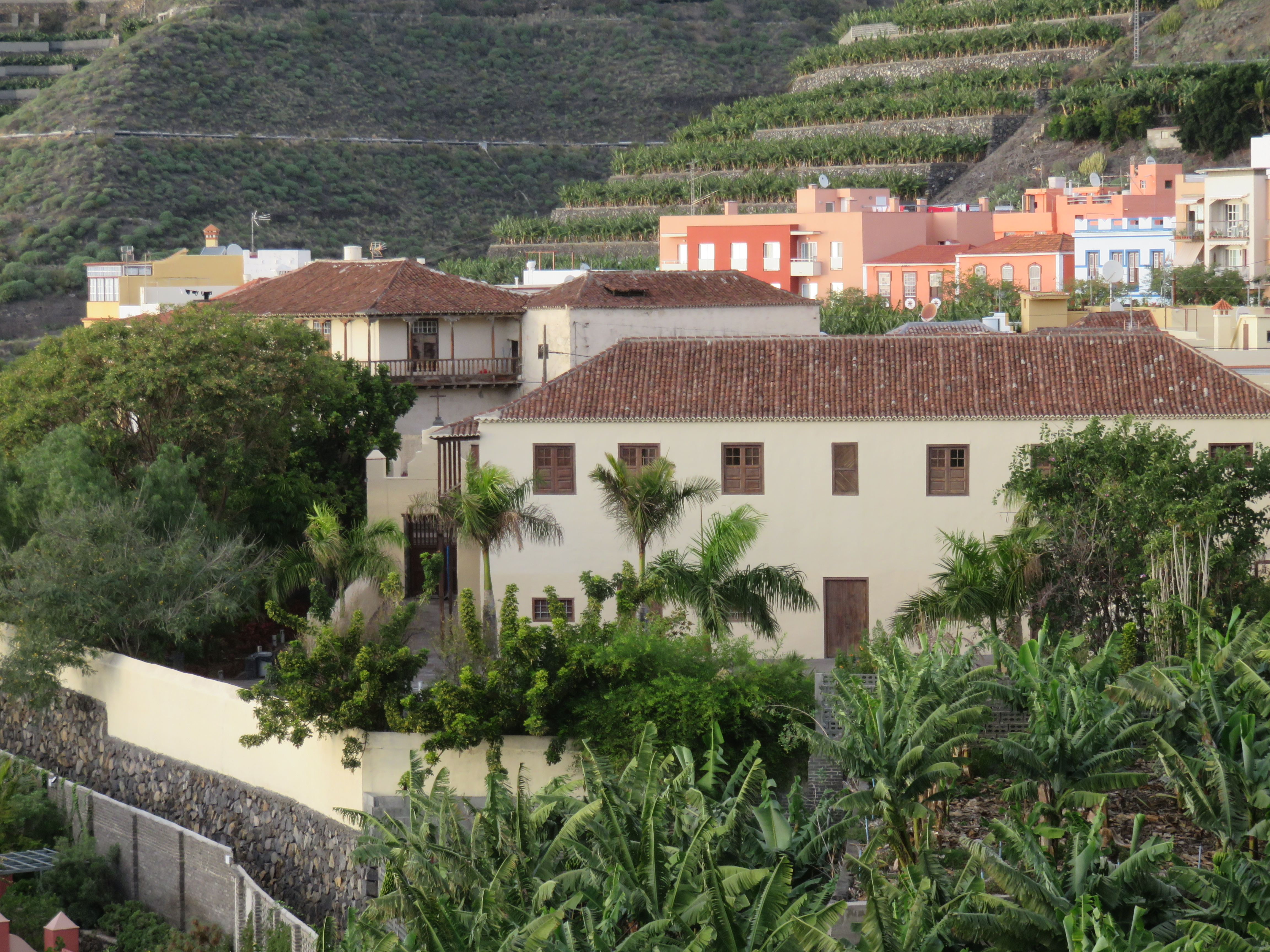
Casa Massieu aus dem 17. Jahrhundert, links vom Haus das Eingangsportal, oberhalb davon Casa Díaz Pimienta

### Zuckerrohranbau

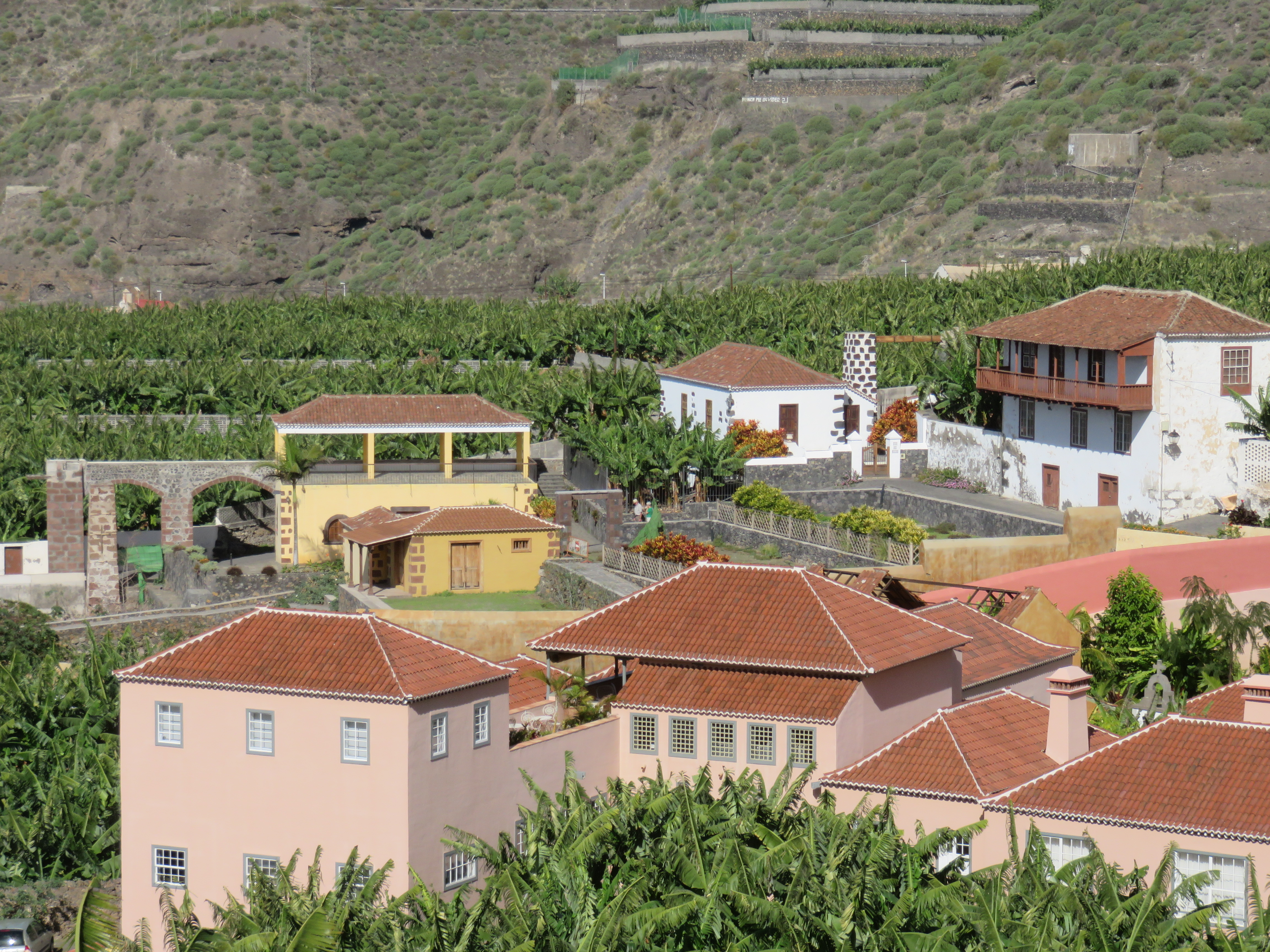
Ortsteil El Charco, oben im Bild: Casa Monteverde, Molino Abajo, Los Lavaderos, Aquädukt (v. r. n. l.) unten im Bild: Hotel Hacienda de Abajo

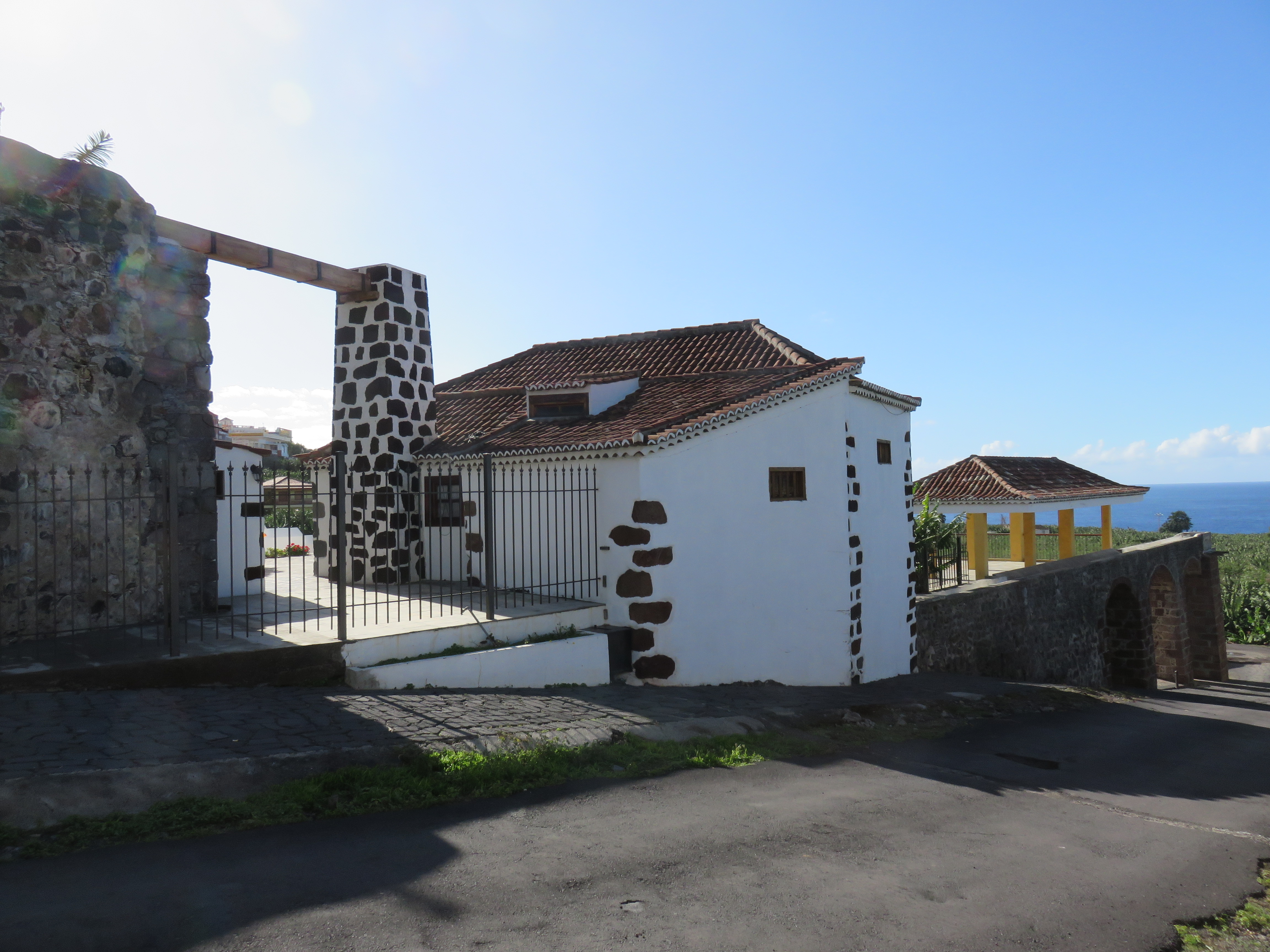
Molino Abajo mit Kanalzuführung und Fallschacht zum Wasserrad der Mühle, rechts im Bild, Weiterführung des Kanals zum Aquädukt

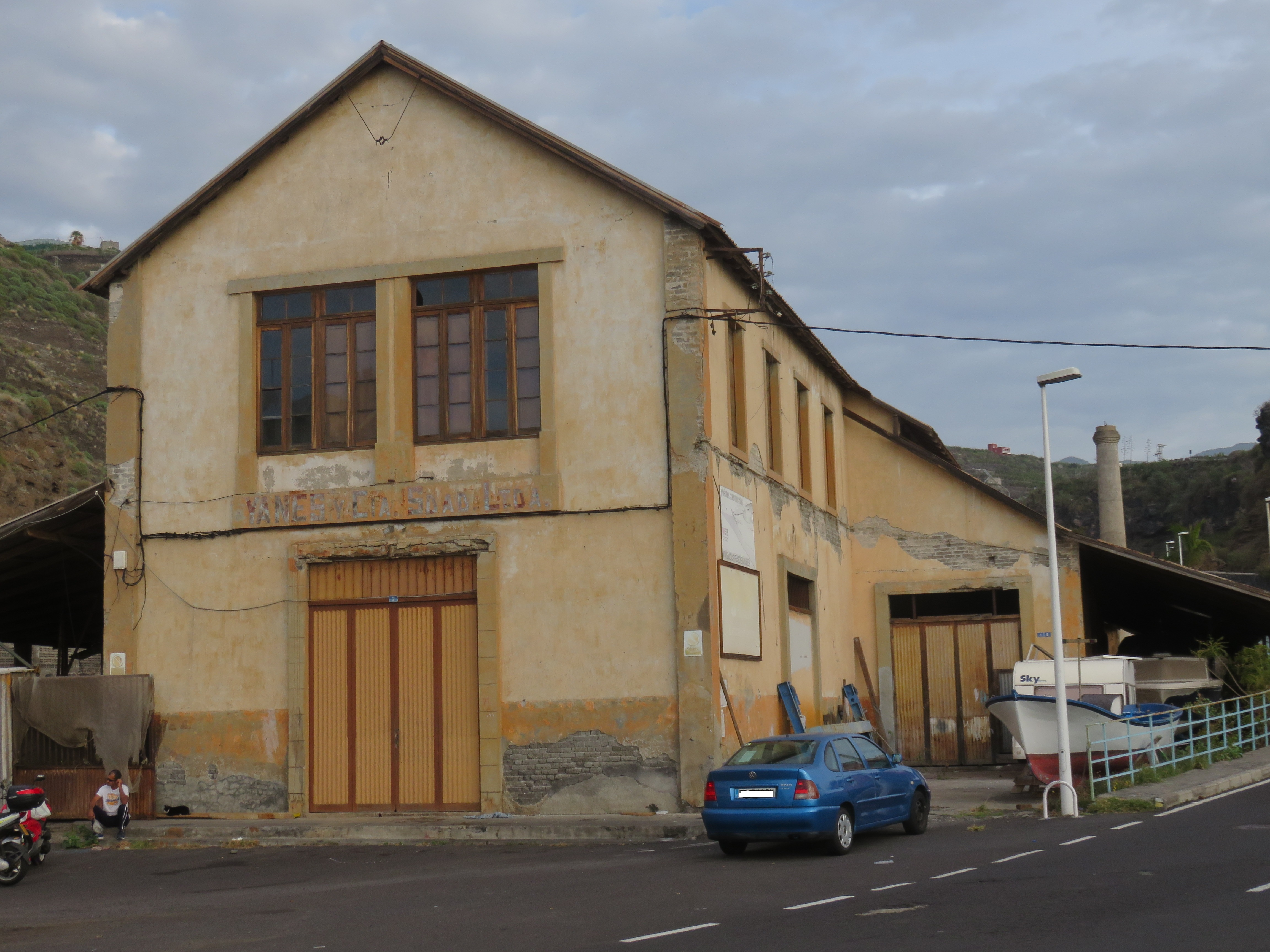
Lagerhaus, dahinter die zerfallene Zuckerrohrmühle

Im Jahre 1513 begann Jacome de Monteverde die Zuckerproduktion in Tazacorte. Zum Aufbau der Zuckerrohrtechnologie griff man auf die Erfahrungen der Portugiesen zurück, die bereits um 1452 auf Madeira mit der Zuckerrohrverarbeitung und dem Betrieb der ersten Wassermühle begonnen hatten. Hierfür wurden portugiesische Ingenieure und Handwerker angeworben.
Neben dem Anbau in den Plantagen waren wesentliche Teile der Fabrikation zwei Zuckerrohrmühlen, in denen der Saft aus dem Zuckerrohr herausgepresst („Pressextraktion“) wurde.
Im oberen Teil von El Charco befand sich die „alte Mühle“ (Molino Viejo oder Molino de Arriba) und später im unteren Teil die „neue Mühle“ (Molino Nuevo oder Molino de Abajo), deren Wasserräder vom Wasser aus der Caldera angetrieben wurde. Dafür wurde ein Kanalsystem geschaffen, das aus einem offenen Kanal und einem noch vorhandenen Aquädukt im Ortsteil El Charco bestand. Der offene Kanal im Ort, wo heute der Brunnen mit der Büste von Manuel Morales Pérez steht, diente auch als Waschplatz für die Anwohner.
Unterhalb der Molino nuevo befand sich das Kesselhaus (Antigua ingenio), in dem der in der Presse extrahierte Saft in offenen Kupferkesseln gesammelt und raffiniert wurde. An das Kesselhaus schloss sich ein offener Platz an (Gabacera), auf dem die faserigen Überreste des Zuckerrohrs (Bagasse) zur Trocknung in der Sonne ausgelegt wurden, um sie als Brennstoff zu verwenden.
(Der Ortsplan von El Charco mit den Lagen der Mühlengebäude und Herrenhäuser enthält, S. 18)
Die auf La Palma produzierte Zuckermenge betrug 1520 bereits 240 bis 300 Tonnen. Im Jahr 1914 wurde die Produktion auf etwa 290 Tonnen in Argual und Tazacorte und 250 Tonnen in San Andrés y Sauces und Barlovento geschätzt.
Die Arbeit auf den Zuckerrohrplantagen führten eine große Anzahl niedrig bezahlter Tagelöhner und 80 Sklaven (im Jahr 1567) durch. Die Zwangsarbeit der Sklaven endete erst mit der Abschaffung der Sklaverei am 13. Februar 1880.
Für die Fabrikation des Zuckers waren große Mengen Wasser und Feuerholz für die großen Öfen erforderlich sowie eine Infrastruktur mit Hafen und Straßenverbindungen für den Versand des Zuckers. Zum Lasttransport wurden 1567 in Tazacorte 30 Rinder, 70 Kamele und Pferde eingesetzt. Dem Feuerholzbedarf fielen große Waldgebiete, insbesondere mit der heimischen Kiefer, zum Opfer. Innerhalb zweier Jahrhunderte wurde der ursprünglich die ganze Insel bedeckende Wald auf 40 Prozent der Inselfläche reduziert. Im Vergleich zu den anderen Kanarischen Inseln ist La Palma dennoch die waldreichste Insel. Das benötigte Wasser musste in den Anfangsjahren noch mühselig in Ziegenbälgen auf Lasttieren aus der Caldera herbeigeschafft werden. Ab 1557 erfolgte der Bau von Aquädukten nach Argual und Tazacorte und die Versorgung über ein weites Kanalsystem.
Erst Mitte des 19. Jahrhunderts konnten die Holzkanäle, die das Wasser aus den entfernten Quellen leiteten, durch Kanäle aus Stein und Mörtel ersetzt werden.
Ende des 19. Jahrhunderts erfuhr die Zuckerproduktion in Tazacorte erneut einen Aufschwung. Zurückkehrende Emigranten aus Kuba brachten ihre Erfahrungen bei der Bewässerung der Plantagen und dem Betrieb der Zuckerfabrikation in Kuba mit.
Nach drei Jahrhunderten Einsatz wurde 1830 der Betrieb der „alten Mühle“ beendet. 1851 wurde die „neue Mühle“ mit einem vertikalen Mühlenrad und vier Mahlsteinen versehen. Bis auf das Gebäude der Mühle ist die Mühlentechnik nicht mehr erhalten, die als die älteste Industriearchitektur der Kanaren angesehen wird.
Die am Hafen von Tazacorte noch existierenden, z. T. verfallenen Wirtschaftsgebäude sind noch Zeugen des vergangenen Handelsplatzes von Tazacorte. Für den florierenden Export von Bananen, Tomaten, Mandeln und Cochenille baute 1925 Armando Yanes Carrillo ein großes Lagerhaus am Ende des Barranco Tenisca, gegenüber der alten Burg von San Miguel (am Eingang des heutigen Hafens). 1941 erweiterte er den Bau um eine Zuckerrohrmühle zur Destillation von Rum und Branntwein. Nur noch der Schornstein überragt heute das zerstörte Mühlengebäude.

### Arbeitslosigkeit und Emigration
Immer wiederkehrende Arbeitslosigkeit, Armut und Krankheit (Gelbfieber, Cholera und Pocken) waren seit Beginn der Eroberung der Kanarischen Inseln bis ins 19. Jahrhundert die begleitenden Lebensumstände der Bevölkerung. Sie hatten wiederholte Auswanderungswellen hauptsächlich nach Kuba, Venezuela und Argentinien zur Folge. Der Einbruch der Zuckerwirtschaft infolge der Kontinentalsperre (1806–1813) verstärkte erneut die Auswanderung nach Amerika. Die Zuckerrohrfabriken wurden 1830 in Tazacorte und 1844 in Argual geschlossen.
Von 1830 bis 1855 brachte die anhaltende Dürre (verstärkt durch Heuschreckenplagen) die Landwirtschaft von Getreide, Kartoffeln und Wein zum Erliegen. Hungersnot in der Bevölkerung verstärkte die Auswanderung. Auch die Aussicht, in Amerika zu Reichtum zu kommen, trug zu dieser Entwicklung bei. In der zweiten Hälfte des 19. Jahrhunderts belebten Cochenille und Zucker die Wirtschaft zwischenzeitlich neu. Mit dem vermehrten Anbau von Rübenzucker in Europa stand der Anbau von Zuckerrohr auch auf La Palma vor dem Aus. Diese Lücke wurde durch den Anbau von Bananen geschlossen, der seit 1890 systematisch betrieben wurde. In der Zeit von 1880 bis 1925 kehrten viele der palmerischen Emigranten mehrmals in ihrem Leben von Amerika zurück (Schwalbenwanderung) und investierten das Ersparte in Landbesitz. So stieg der Anteil der kleinen und mittleren Grundbesitzer im Aridanetal. Die Krisen von 1925 bis 1935 in Kuba und in Südamerika unterbrachen die Auswanderung der Palmeros, die in den folgenden Jahren jedoch wieder zunahm. Die Wirtschaftskrise in Venezuela 1970 beendete den Auswanderstrom.

### 20. Jahrhundert

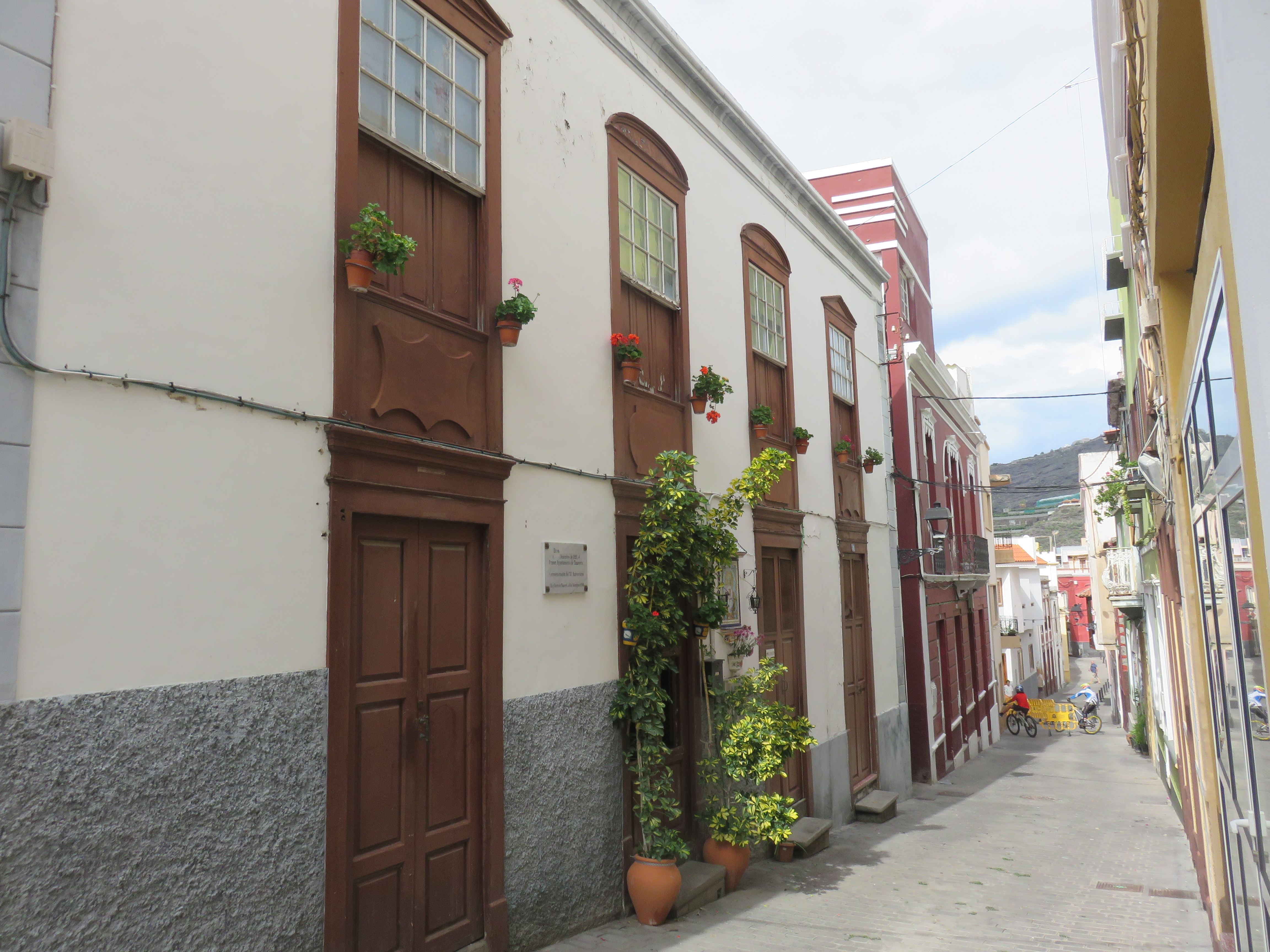
Tazacortes erstes Rathaus von 1925, Calle Diaz Pimienta

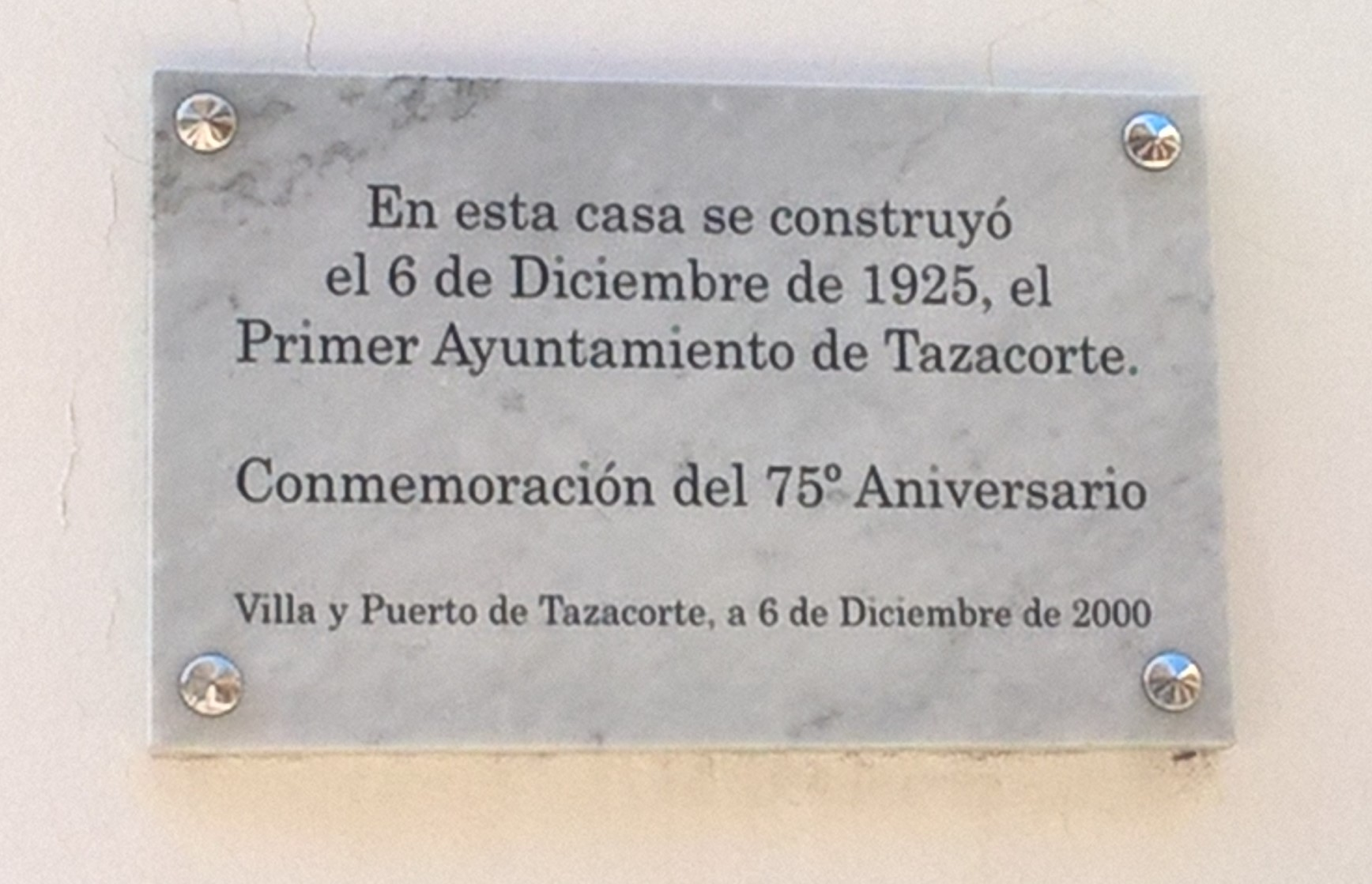
Schrifttafel vom ersten Rathaus

Seit 1898 rang Tazacorte um seine Unabhängigkeit von der Gemeinde Los Llanos de Aridane. 1923 wies der Ort mit über 2000 Einwohnern die stärkste wirtschaftliche Entwicklung im Aridanetal auf. Am 16. September 1925 wurde Tazacorte per Dekret die Unabhängigkeit verliehen. Im selben Jahr, am 6. Dezember, erhielt Tazacorte seine eigene Kommunalverwaltung. Erster Bürgermeister (span. Alcalde) war von 1926 bis 1928 der Lehrer und Präsident der Unión Patriotica, Miguel Medina Quesada (nach ihm wurde in Tazacorte die Straße Alcalde Medina Quesada benannt). Er gehörte der dreiköpfigen Delegation an, die in Madrid die Unabhängigkeit Tazacortes aushandelte.

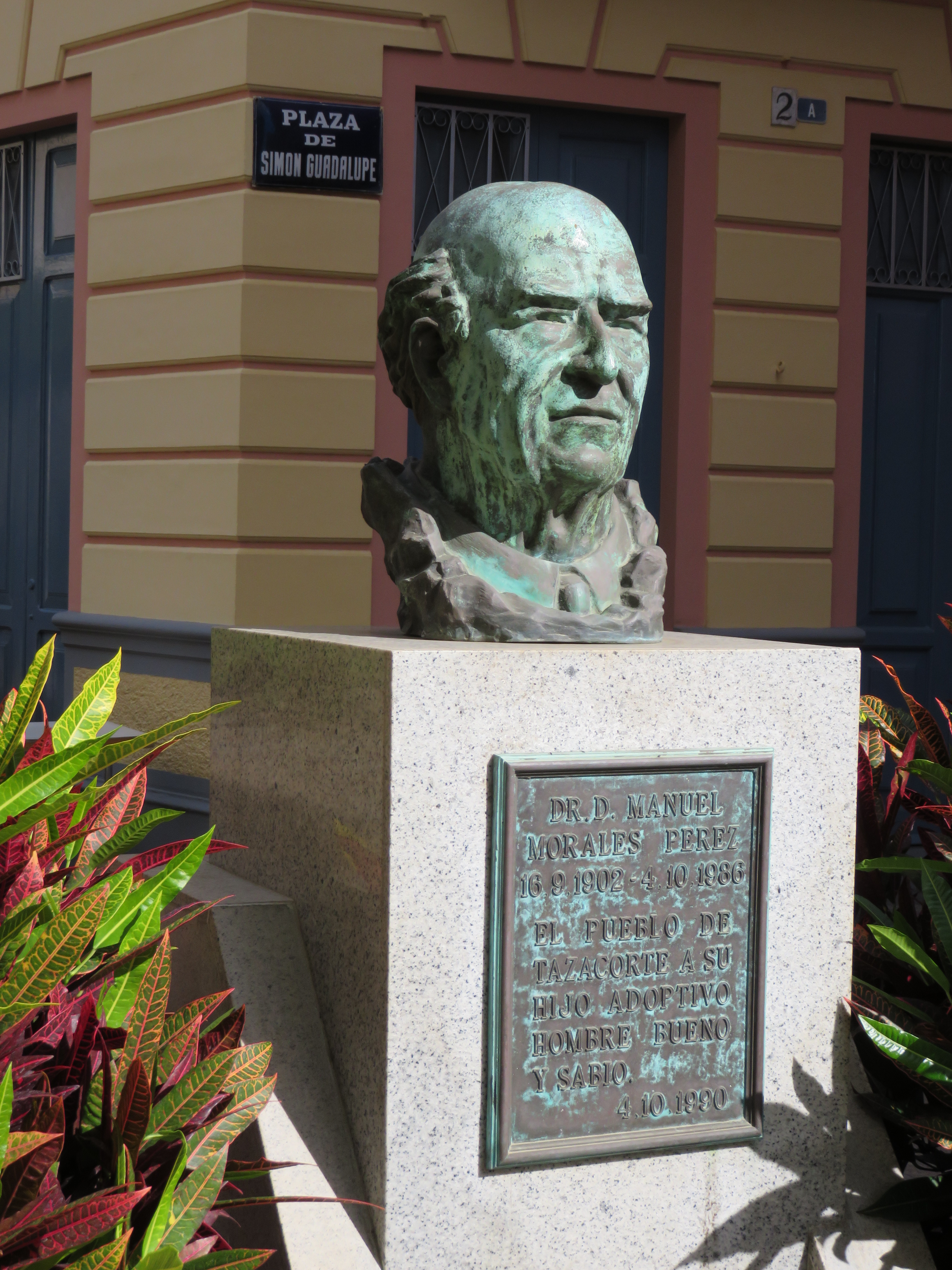
Büste von Manuel Morales Pérez

Im August 1928 brach in Tazacorte die Pest aus. Lagerarbeiter des Unternehmens Fyffes in Puerto de Tazacorte entdeckten hunderte von toten Ratten in einem Lagerhaus, in dem Stroh zur Verpackung von Bananen gelagert wurde. Die Arbeiter warfen die Ratten unachtsam ins Meer, wobei sich sechs Arbeiter infizierten und zwei von ihnen verstarben. Der Tod der beiden löste in der Bevölkerung Panik und Flucht aus. Der Arzt Manuel Cornelio Morales Pérez (1902–1986) aus Tazacorte setzte sich intensiv zur Bekämpfung der Pest ein, der die Bevölkerung hilflos gegenüberstand. Insbesondere mussten die bislang unzureichenden sanitären Verhältnisse im Unternehmen verbessert werden.
Unter dem Eindruck der herrschenden sozialen Missstände im Land gründete der Schriftsteller und Lehrer Esteban Beltrán Morales (1854–1920) 1910 in Tazacorte eine säkulare Schule, in der das freie Denken und ein Bewusstsein für Kultur gefördert werden sollte. In der seit 1910 herausgegebenen Wochenzeitung „Tazacorte“ setzte er sich für ein neues soziales und ethisches Denken ein und machte Vorschläge für einen sozialen Wandel zur Verbesserung der Lebensbedingungen der Arbeiterschaft. Die Zeitung war nach seiner Auffassung bereits ein Zeichen der Kultur und ein hoher Nutzen für das Volk.
Die kulturelle Entwicklung von Tazacorte setzte sich ab 1931 mit der Herausgabe der weiteren Zeitungen „Tribuna“ (später umbenannt in „Tribuna Libre“) und „El Mundo“ fort. Sie wurden von Händlern und Eigentümern mit liberalen und republikanischen Ansichten gegründet.
Die Zweite Spanische Republik des Jahres 1931 hatte im gesamten Land eine Welle von Vereinigungen der Arbeiter und Bauern zur Folge, die insbesondere Gewerkschaften, Sozialisten und Kommunisten stärkten. Der Lebens- und Bildungsstand der arbeitenden Bevölkerung in Tazacorte erhöhte sich mit dieser Entwicklung deutlich, es wurden höhere Löhne gezahlt und Schulen eröffnet. In fünf Jahren sank der Analphabetismus um die Hälfte. In Tazacorte profitierten insbesondere die Parteien der Linken davon, die sich zu einem Block der Frente Popular gegen die Rechten (La Unión de Derechas) vereinigten. 1933 gewannen sie bei den Kommunalwahlen die absolute Mehrheit, 1936 erzielten sie mit 72 Prozent erneut die absolute Mehrheit im Stadtrat. Die Rechten erzielten 15 Prozent und die Palmerischen Republikaner 13 Prozent Stimmenanteile.
Am 18. Juli 1936 berichtete die Zeitung „El Tiempo“, dass General Franco, Kommandant auf den Kanarischen Inseln, den Befehl ausgegeben hatte, gegen die spanische Regierung, die als Links-Koalition aus den Parlamentswahlen im Februar 1936 hervorgegangen war, einen militärischen Aufstand zu initiieren. Auf mehreren Kanarischen Inseln opponierten Anhänger der Zweiten Republik gegen diesen Befehl. Der Widerstand der Linken gegen die Unión de Derechas war in Tazacorte und Santa Cruz de La Palma besonders ausgeprägt und dauerte sieben Tage, was ihm den Namen „Semana Roja“ (Rote Woche) gab. Mehrere Lokalpolitiker wurden erschossen oder starben im Gefängnis. Die Kommunistische Partei existierte in getarnter Form weiter; die Mitglieder trafen sich zum Dominospiel auf dem Platz vor der Kirche.
Während des Franco-Regimes wurde ein Auswanderungsverbot erlassen, da die Großgrundbesitzer unter Arbeitskräftemangel litten. Dennoch kam es zu einer weiteren illegalen Emigrationswelle – teils auf Fischerbooten – nach Südamerika.
Im Verlauf der 1920er und 1930er Jahre wuchs trotz der Weltwirtschaftskrise und des Spanischen Bürgerkrieges die Bevölkerung in Tazacorte aufgrund wirtschaftlicher Aktivitäten in der Landwirtschaft und im Hafen. Durch Zuwanderung Arbeitssuchender aus anderen Orten La Palmas erhöhte sich die Einwohnerzahl von 2284 im Jahr 1925 auf 3728 im Jahr 1940.
Als im Zweiten Weltkrieg der Seeweg zum spanischen Festland blockiert war, kam die allein auf dem Bananenexport beruhende Wirtschaft erneut in die Krise. Deshalb wurden Anbauflächen auf La Palma stillgelegt.
Zwischen 1950 und 1980 erlebte der Handel wieder einen Aufschwung, der neue Anbauflächen auf der gesamten Insel entstehen ließ. Der beginnende Einsatz von Maschinen in der Bau- und Landwirtschaft sowie von Lastkraftwagen zum Warentransport belebte diese Entwicklung nachhaltig. Investitionen von Emigranten aus Amerika in den Jahren 1963 bis 1973 trugen zusätzlich zum Wirtschaftsaufschwung bei. In der Folge wurden das Rathaus in Tazacorte, Schulen und Wohnungen in El Puerto sowie Wasserversorgungsnetze gebaut. In Tazacorte wuchs die Anbaufläche von 311 Hektar im Jahr 1950 auf 684 Hektar im Jahr 1986 und blieb bis heute mit 710 Hektar etwa konstant.
Parallel zum Wirtschaftsaufschwung entwickelte sich in den 1960er Jahren ein reiches kulturelles und soziales Leben. Zwei Chöre und ein Orchester entstanden, es gab zwei Kinos, eine Gemeindebibliothek, eine Theatergruppe mit 65 Laienspielern und eine Akademie, die Jugendliche und Erwachsene zum Abitur führte. Viele junge Menschen suchten Kontakt zu den Widerstandskämpfern der Nachkriegszeit. González Vázquez zufolge entwickelte sich in dieser Zeit eine neue Identität des Ortes, die durch das Ende der franquistischen etapa azul gefördert wurde. Zwar wurden die Aktivitäten von der Guardia Civil überwacht, aber von den Bürgermeistern toleriert. Die Abwanderung der besser gebildeten und mobilen Einwohner seit den 1970er Jahren führte jedoch allmählich zum Ende dieser Kulturblüte.
Seit dem Eintritt Spaniens in die Europäische Gemeinschaft 1986 erhält die Region Subventionen zur Verbesserung der Bewässerung und zum Bau von Gewächshäusern für den Bananenanbau. Mit zunehmendem Tourismus auf den großen Kanarischen Inseln wanderten um 2003 Arbeitssuchende auf die Nachbarinseln Teneriffa und Gran Canaria aus.

### 21. Jahrhundert
Der Fischerei- und Yachthafen, der Bananenanbau und der sanfte Tourismus stehen heute im wirtschaftlichen Fokus der Gemeinde Tazacorte.
Alle diese Branchen – Tourismus, Bananenanbau (im Ortsteil La Costa) und Fischerei – wurden jedoch durch den Vulkanausbruch auf La Palma 2021 stark geschädigt, nachdem der Tourismus schon 2020 bereits unter der COVID-19-Pandemie gelitten hatte.

### Bevölkerungsentwicklung
Der Verlauf der Bevölkerungsentwicklung in Tazacorte im 20. Jahrhundert folgt im Wesentlichen der wirtschaftlichen Entwicklung in der Region. Der Bevölkerungsanstieg begann Ende des 19. Jahrhunderts mit dem erneuten Aufschwung der Zuckerproduktion, in den 1920er bis 1940er Jahren durch verstärkte wirtschaftliche Aktivitäten in der Landwirtschaft und ab den 1950er Jahren mit dem Beginn des Einsatzes von Maschinen in der Bau- und Landwirtschaft, der bis Ende der 1980er Jahre neue Landwirtschaftsflächen entstehen ließ.
Seit Beginn der 1990er Jahre lassen die zunehmende internationale Konkurrenz und fallende Preise auf dem Bananenmarkt den Bananenexport von La Palma schrumpfen. Die Unternehmen reagieren zunehmend mit Rationalisierung der Bananenproduktion und Verringerung der Belegschaft; vermehrte Arbeitslosigkeit und Binnenmigration sind die Folgen.
Der Tourismus als der Wachstumsmotor des kanarischen Archipels kann diesen Bevölkerungsrückgang in Tazacorte nicht kompensieren, da Tazacorte – wie La Palma insgesamt, anders als beispielsweise Gran Canaria – nicht Ziel des steigenden Massentourismus ist (siehe auch Abschnitt 20. Jahrhundert).
In Tazacorte lebten 2020 über 800 Immigranten aus Europa und Lateinamerika, darunter 315 aus Deutschland.
| Gemeindeteil | Bevölkerung |
| ------------ | ----------- |
| Tazacorte    | 2481        |
| El Puerto    | 1230        |
| La Costa     | 500         |
| Marina       | 309         |
| San Borondón | 270         |
| Cardón       | 90          |
| Tarajal      | 31          |

## Wirtschaft und Infrastruktur

### Bananenanbau
Der Bananenanbau wurde erstmals 1613 erwähnt. Als sich nach Ende des Ersten Weltkrieges unter anderen das englische Unternehmen Fyffes Limited auf La Palma niederließ, blühte der Bananenhandel auf. In Tazacorte wurden hierfür große Plantagenflächen gepachtet. Das Aridanetal mit seinem warmen Klima, dem Wasserreichtum aus der Caldera sowie dem nahen Hafen von Tazacorte zum Abtransport war bis in eine Höhe von 300 Metern am besten für den großflächigen Bananenanbau geeignet. Als geeignete Bananenart wurde die aus Südostasien stammende Dwarf Cavendish gewählt, die klimatisch anspruchslos ist und gegenüber anderen Arten nur eine Pflanzenhöhe von 2,7 bis 3,4 Metern erreicht, was sie gegen Wind widerstandsfähiger macht.

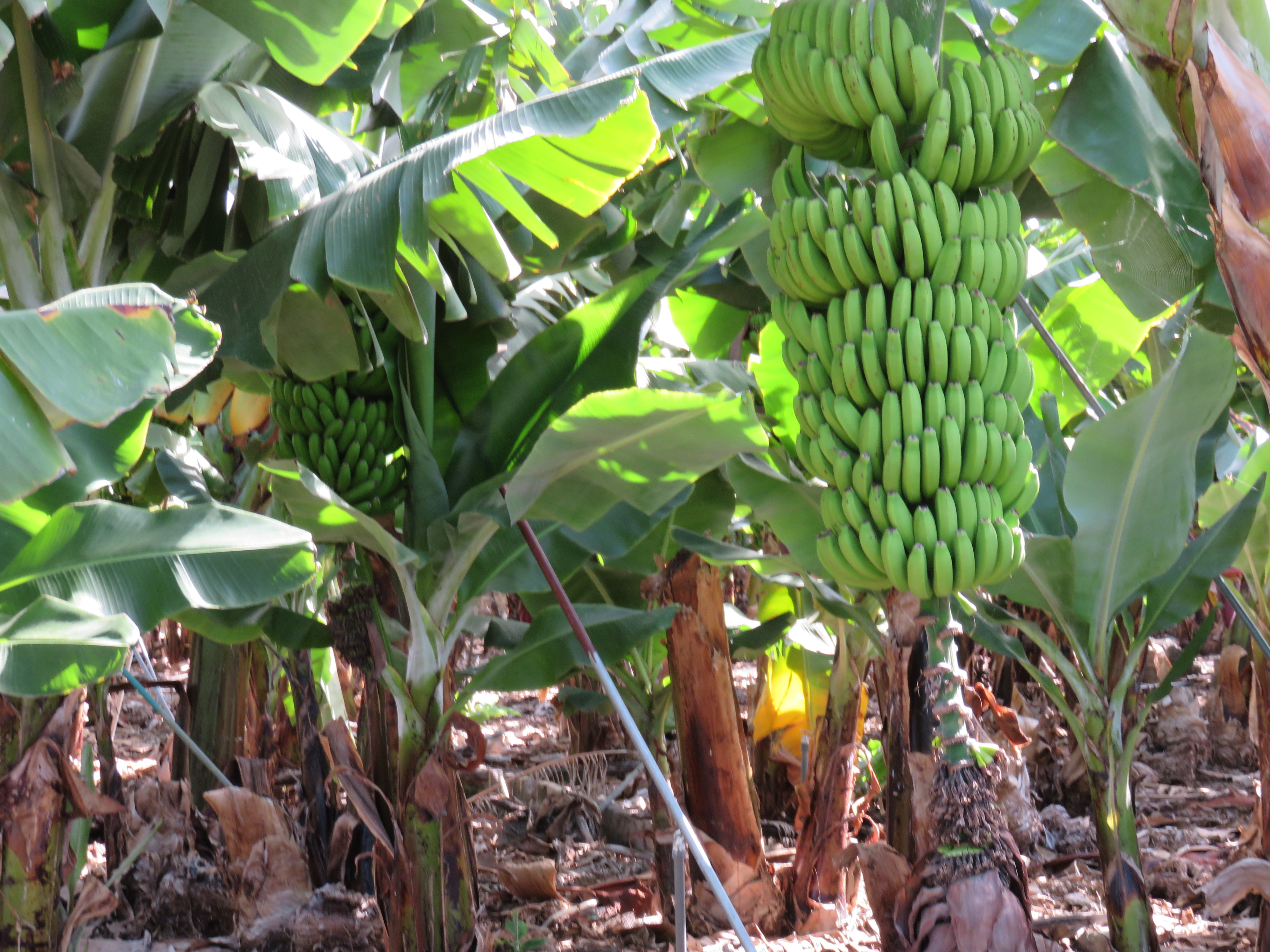
Bananenplantage in Tazacorte

Von der Bepflanzung bis zur Ernte der Staude vergehen 12 bis 18 Monate. Aus dem Wurzelstock wachsen wieder neue Triebe. In Tazacorte gibt es über ein Jahrhundert alte Pflanzen, die sich immer wieder erneuert haben und von den Engländern zu Beginn des 20. Jahrhunderts gepflanzt wurden. In Tazacorte erreicht die Staude ein durchschnittliches Gewicht von 45 kg, sie trägt 150 bis 300 Bananen. Die Pflanzen können über das ganze Jahr geerntet werden, da jede ihren eigenen Lebensrhythmus hat.
Für die Bewässerung der Bananen reicht die Niederschlagsmenge in Tazacorte mit etwa 300 mm pro Jahr nicht aus, erforderlich wäre die vierfache Menge. Zur künstlichen Bewässerung wurden in den 1930er Jahren zur Gewinnung des Quellwassers aus der Caldera Brunnen und mehrere Kilometer lange Schächte gebaut.
Die Ausdehnung der Anbauflächen nach 1950 hatte eine erhöhte Wasserentnahme und damit ein Absinken des Grundwasserspiegels zur Folge, was wiederum zu einer Erhöhung des Salz- und Karbonatgehalts im Wasser führte und die Böden von Anbauflächen zerstörte. In den 1980er und 1990er Jahren erfolgte die Bewässerung über die Flutung der Felder. Heute kommt die wasserschonende Sprühbewässerung zum Einsatz, die den Wasserverbrauch um bis zu 60 Prozent senkt.
In Tazacorte werden für die Bewässerung von einem Hektar Anbaufläche zwischen 16.000 und 23.000 m³ Wasser pro Jahr benötigt.
Die Bananenproduktion auf La Palma betrug im Jahr 1951 23.300 Tonnen, 1960 39.900 Tonnen und 1970 90.000 Tonnen.
Im Jahr 2000 verfügte Tazacorte mit 710 Hektar Bananenanbaufläche über etwa 25 Prozent der gesamten Anbaufläche La Palmas, die bei 2808 Hektar liegt. Die Bananenproduktion auf La Palma betrug 2003 140.532 Tonnen, was 31,5 Prozent der Gesamtproduktion der Kanarischen Inseln entsprach. Im Jahr 2012 waren es nur noch etwa 60.000 Tonnen (etwa 28 % der gesamten kanarischen Produktion), von denen etwa 95 Prozent für das spanische Festland bestimmt waren.
Der hohe Wasserbedarf von bis zu 1000 Litern Wasser für ein Kilogramm Früchte, der Einsatz von Pestiziden und die ausgedehnte Monokultur sind die Negativseiten dieses Erwerbs.
Durch den Vulkanausbruch auf La Palma 2021 wurden auch die im südlichen Ortsteil La Costa liegenden Bananenplantagen betroffen.

### Hafen

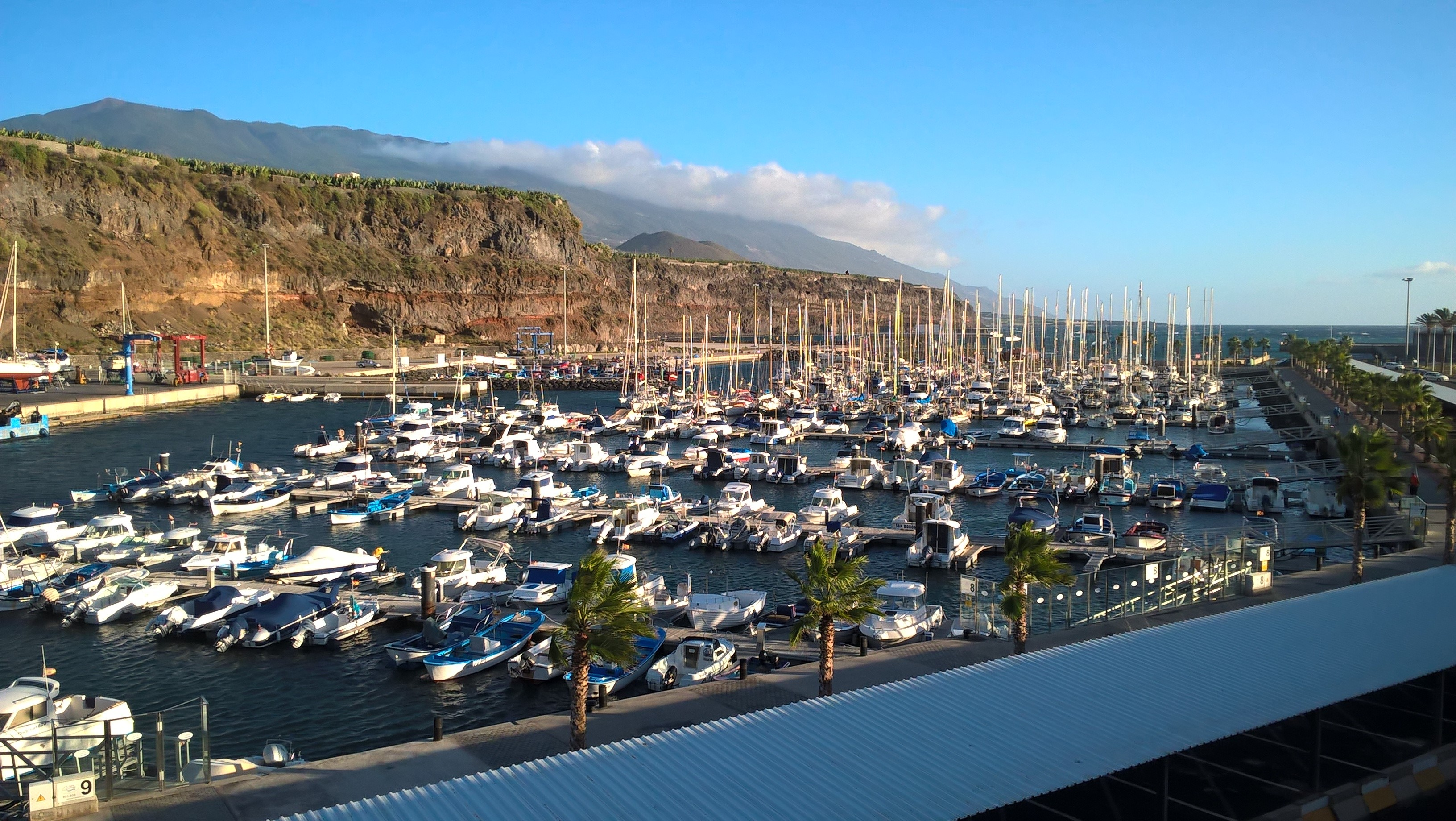
Yachthafen von Tazacorte, im Hintergrund links der Fischereihafen (2018)

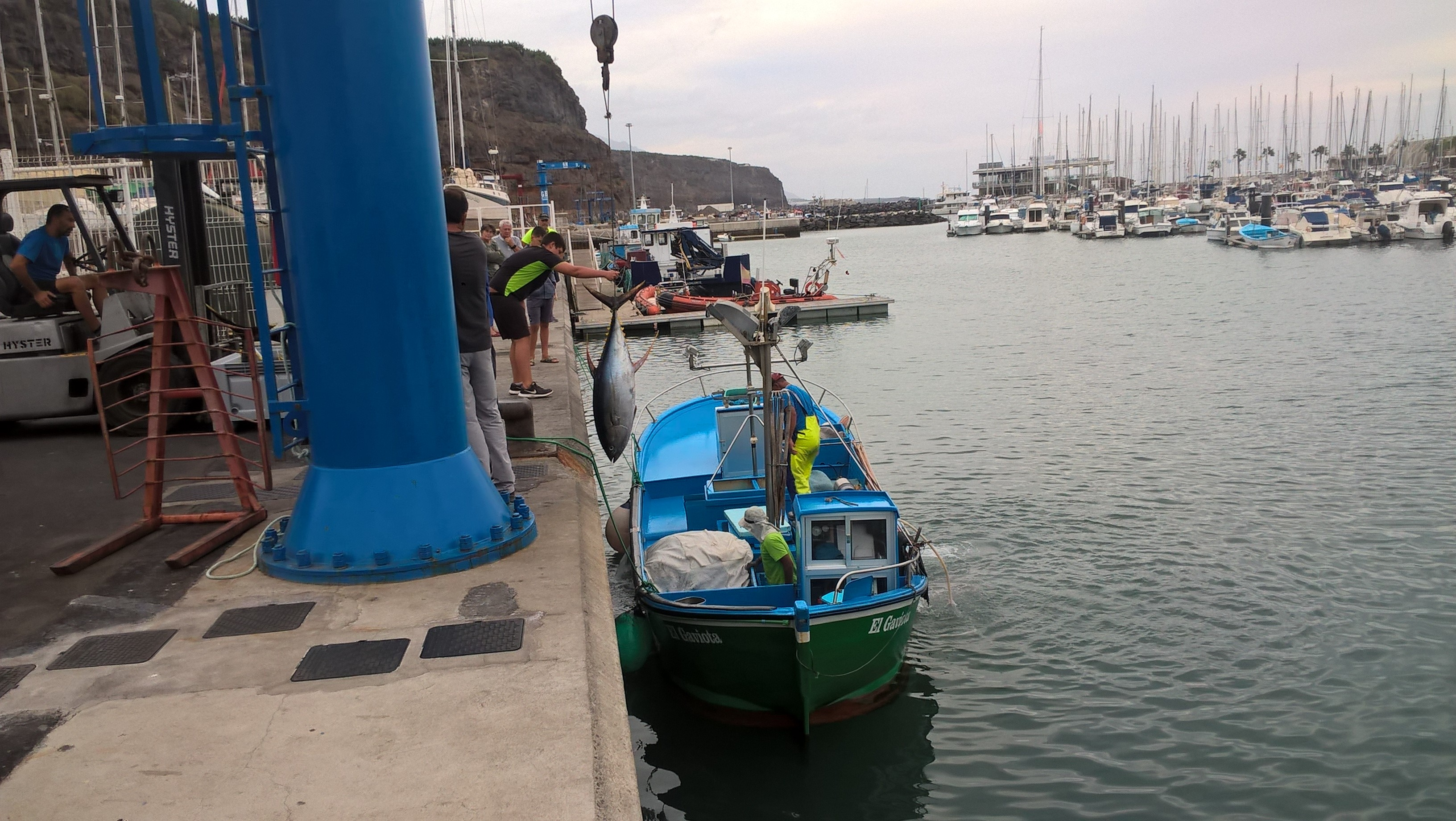
Fischereihafen von Tazacorte, Tunfischfang

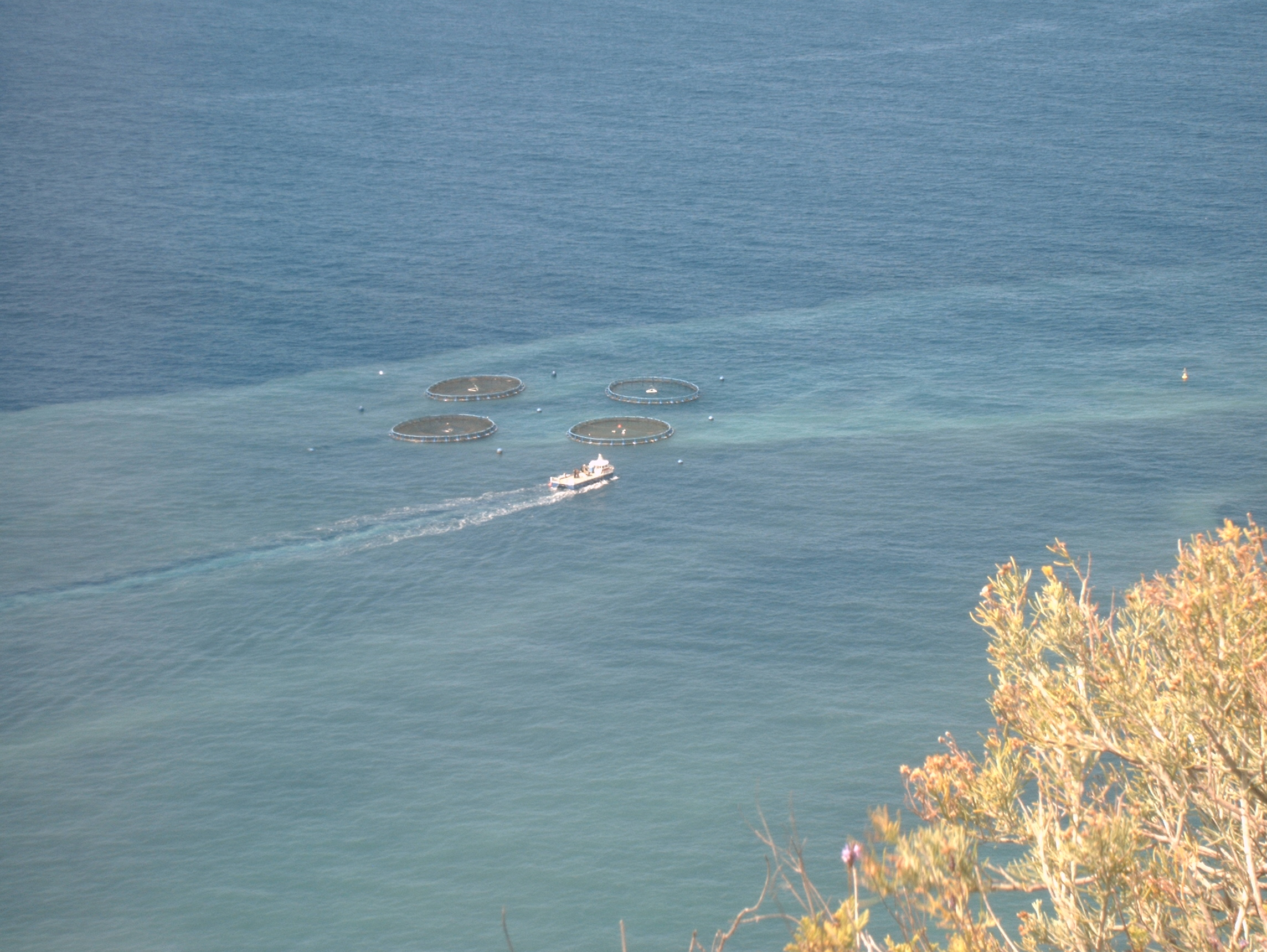
Aquakultur vor Puerto de Tazacorte

Die Gemeinde besitzt in Puerto de Tazacorte den größten Fischerei- und Yachthafen der Insel mit 340 Liegeplätzen für Boote bis zu 20 Meter Länge und einem Fähranleger. Außer durch Fischer- und Sportboote wird der Hafen auch von Forschungsschiffen, Booten von Fischzuchtbetrieben sowie von Ausflugsbooten genutzt. Mit einer Flotte von etwa 30 Fischerbooten (Stand: 2011) hat die Fischerei in Tazacorte für die Wirtschaft La Palmas nur eine lokale Bedeutung. 1997 hatte die Fischereiflotte mit 40 Schiffen den höchsten Bestand. Die Anzahl der aktiven Fischer ging mit 44 im Jahr 1996 auf 24 im Jahr 2000 zurück. Auch aufgrund sich erschöpfender Fischbestände in der Region sank der Fischfang von 1200 Tonnen im Jahr 1995 auf 150 Tonnen im Jahr 2000.
2003 wurde zur Förderung der Fischereiwirtschaft die Aquakulturzucht von Seebarsch (Lubina) und Goldbrassen (Dorada) in großen Schwimmkäfigen vor der Küste ins Leben gerufen. Die 1600 Tonnen gezüchteten Fischs im Jahr 2006 gingen zum Großteil auf das spanische Festland sowie in die USA, nach Kanada und Russland.
Bei der Fischzucht ereigneten sich zwei nennenswerte Zwischenfälle:
Im Februar 2010 entwichen bei schwerem Sturm aus drei Netzkäfigen vor dem Hafen von Tazacorte etwa 200.000 junge Seebarsche, die im Falle ihres Überlebens angeblich die heimischen Fischbestände (Makrelen, Sardinen und Stöcker) in ihrem Nahrungsangebot gefährdet hätten. Zur Entschädigung der heimischen Fischer soll der Zuchtbetrieb den Fischern eine Prämie von 26 Cent für jeden gefangenen Seebarsch zahlen.
Im Oktober 2012 rissen sich mehrere verankerte Fischzuchtnetze vor der Küste von Tazacorte los und wurden zur Gefahr für Fischer- und Touristenboote. Als Ursache wird die mangelnde Wartung der Netze infolge des Wegfalls der Subventionen für die Fischzucht angenommen.

### EU-Förderung
Im Rahmen des EU-Programms für die Kanarischen Inseln wurde der Hafen von Tazacorte in den Jahren 2000 bis 2006 mit Fördermitteln aus dem Europäischen Fonds für Regionale Entwicklung (EFRE) in Höhe von 8,2 Millionen Euro mit einer 176 Meter langen Hafenmauer versehen. In einem zweiten Bauabschnitt von 2007 bis 2013 wurde eine zweite Hafenschutzmauer mit einer Länge von 400 Metern, bei Gesamtkosten in Höhe von 54 Millionen Euro und einem EU-Förderbeitrag von 27 Millionen Euro, errichtet.
Als Begründung für den zweiten Bauabschnitt wurde angeführt: „Wegen schlechter Witterungsbedingungen war der Hafen nach Abschluss der Bauarbeiten nur eingeschränkt funktionsfähig. Daraufhin wurde der Bau eines zusätzlichen Damms zum Schutz des Hafens und zur Erweiterung der Gewerbezone beschlossen.“
Der Hauptzweck des Hafenausbaus von Tazacorte bestand gemäß einer Mitteilung des Petitionsausschusses des Europäischen Parlamentes in der Entfaltung von Wirtschaftstätigkeit als Beitrag zum Abbau der hohen Arbeitslosigkeit von 25 Prozent. Insbesondere sollte der Export der auf der Insel angebauten Bananen, die nur aufgrund von EU-Subventionen wettbewerbsfähig sind, gefördert werden. Mit der Hafenerweiterung könnten auch neue Verkehrsverbindungen zwischen Tazacorte und den Inseln La Gomera und El Hierro geschaffen werden. Bisherige Versuche, Fährverbindungen zu den Nachbarinseln aufzubauen und Kreuzfahrtschiffe anzuziehen, missglückten jedoch. Auch ein Bananenexport über den Hafen fand nie statt. Stattdessen läuft er über die Straße und den Hafen Santa Cruz.
Die EU kritisierte 2012 den überdimensionierten, nur teilweise genehmigten Hafenausbau aus EFRE-Mitteln. Ursprünglich forderte sie den Rückbau, was aber nicht durchgesetzt wurde. Die Hafenerweiterung mit einer Freifläche von über 26.000 m² für über 1000 parkende PKW ist bei einer Kailänge von nur 150 m für Kreuzfahrtschiffe uninteressant und wurde bis heute (2024) nicht genutzt.
Ausbau und Erweiterung des Hafens von Tazacorte ab 1999:

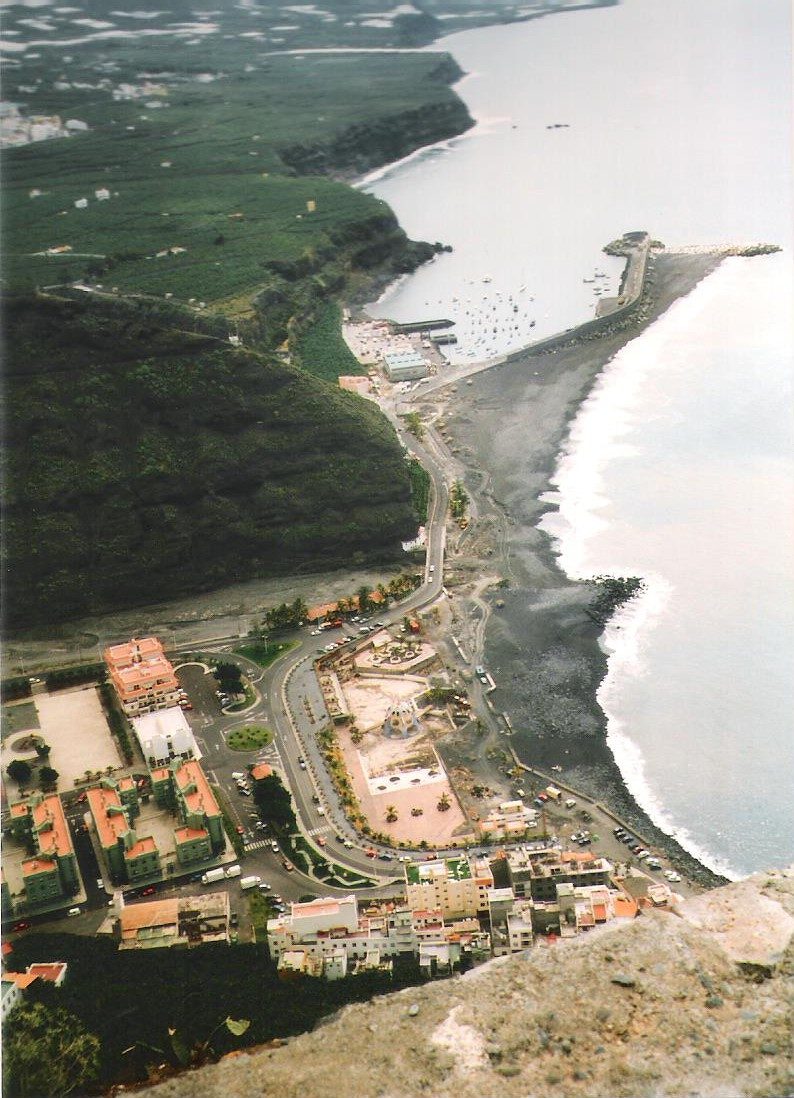
1999, Blick vom Mirador del Acandilado del Time.
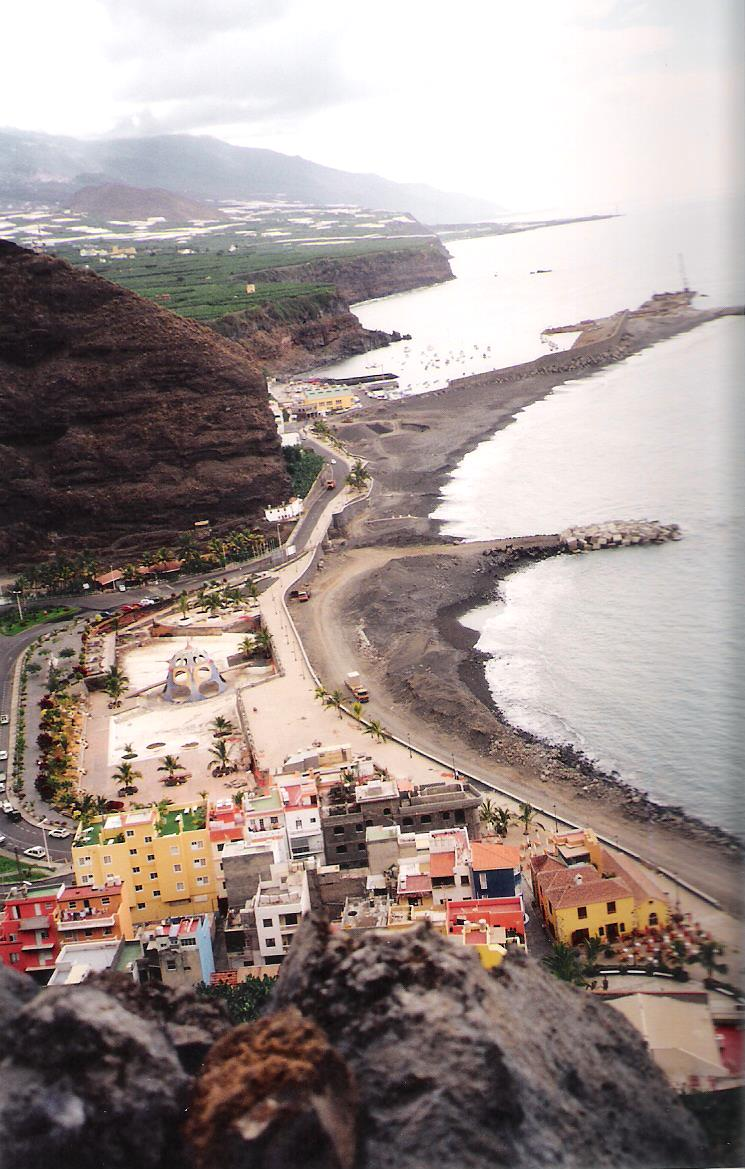
2000
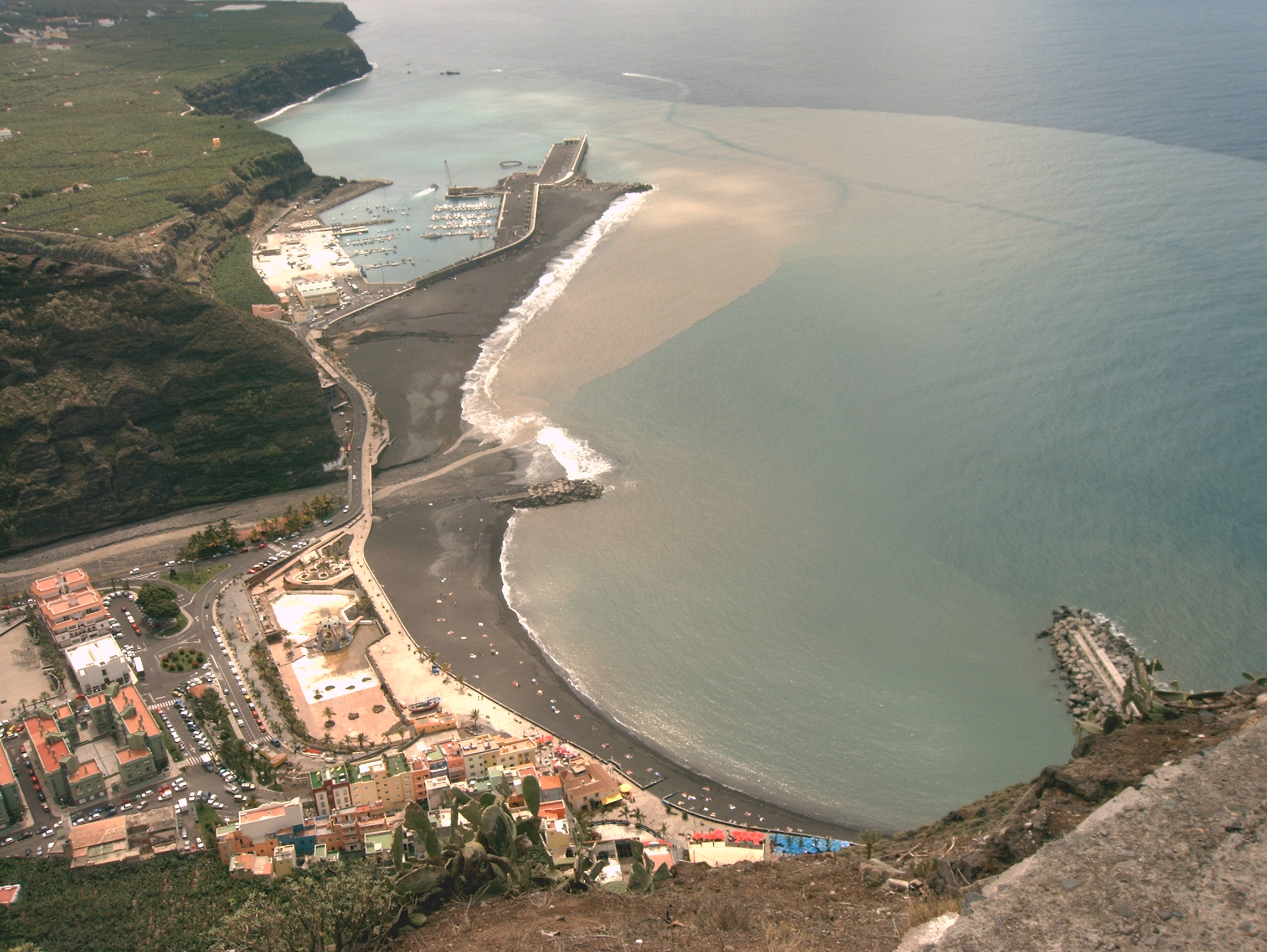
2007
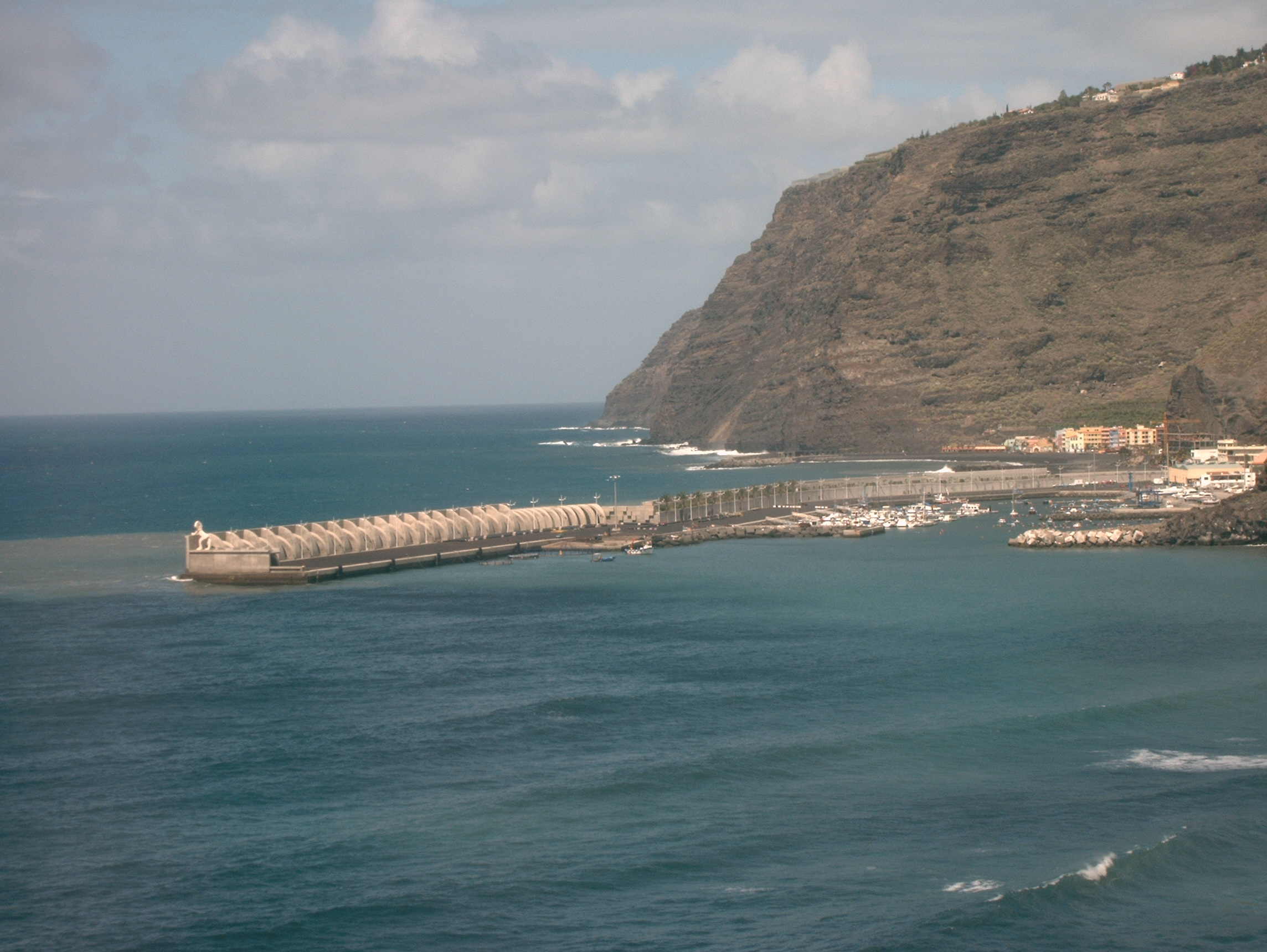
2007, Blick vom Mirador Roque de Don Pedro, Tazacorte.
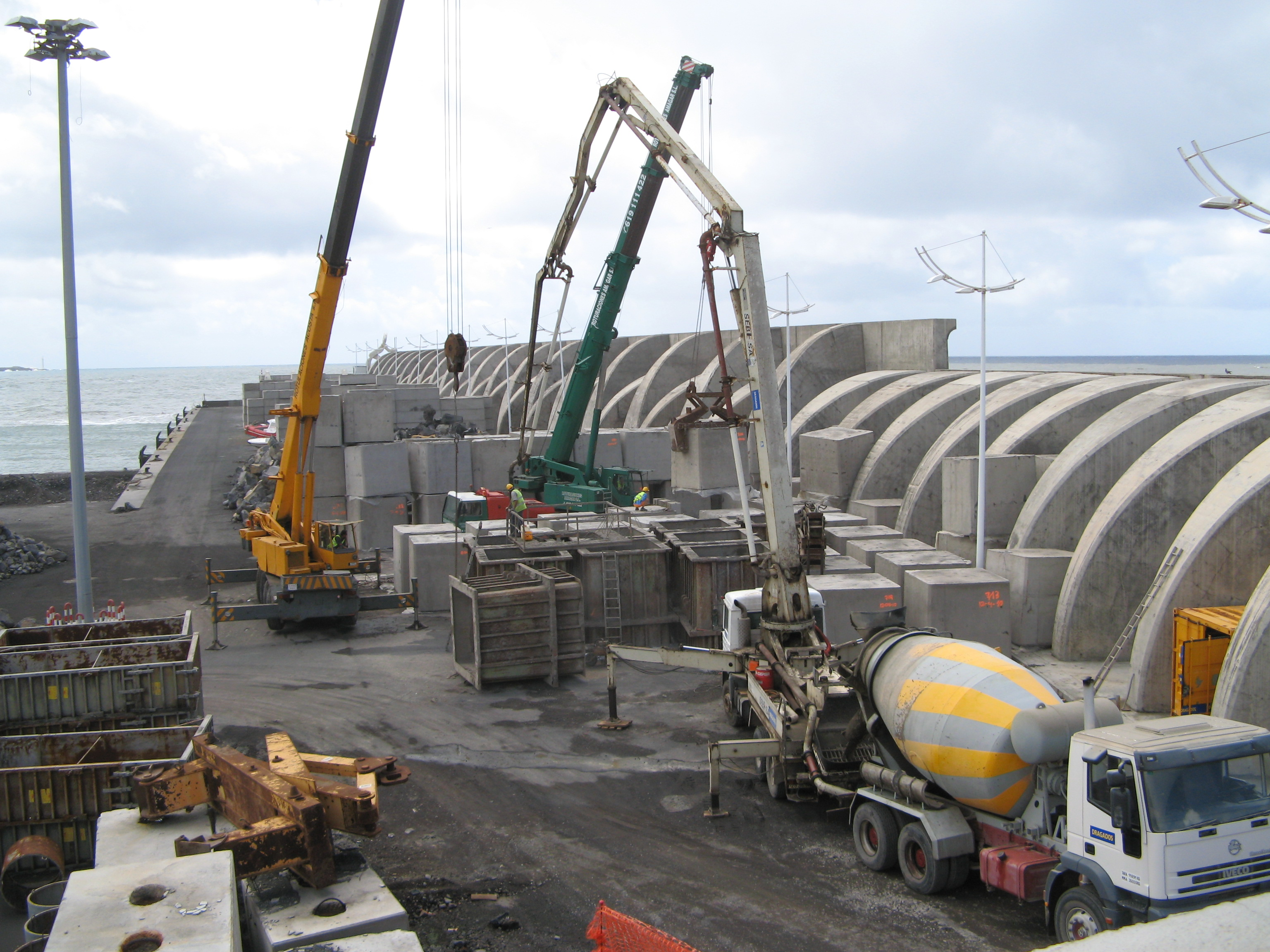
2010
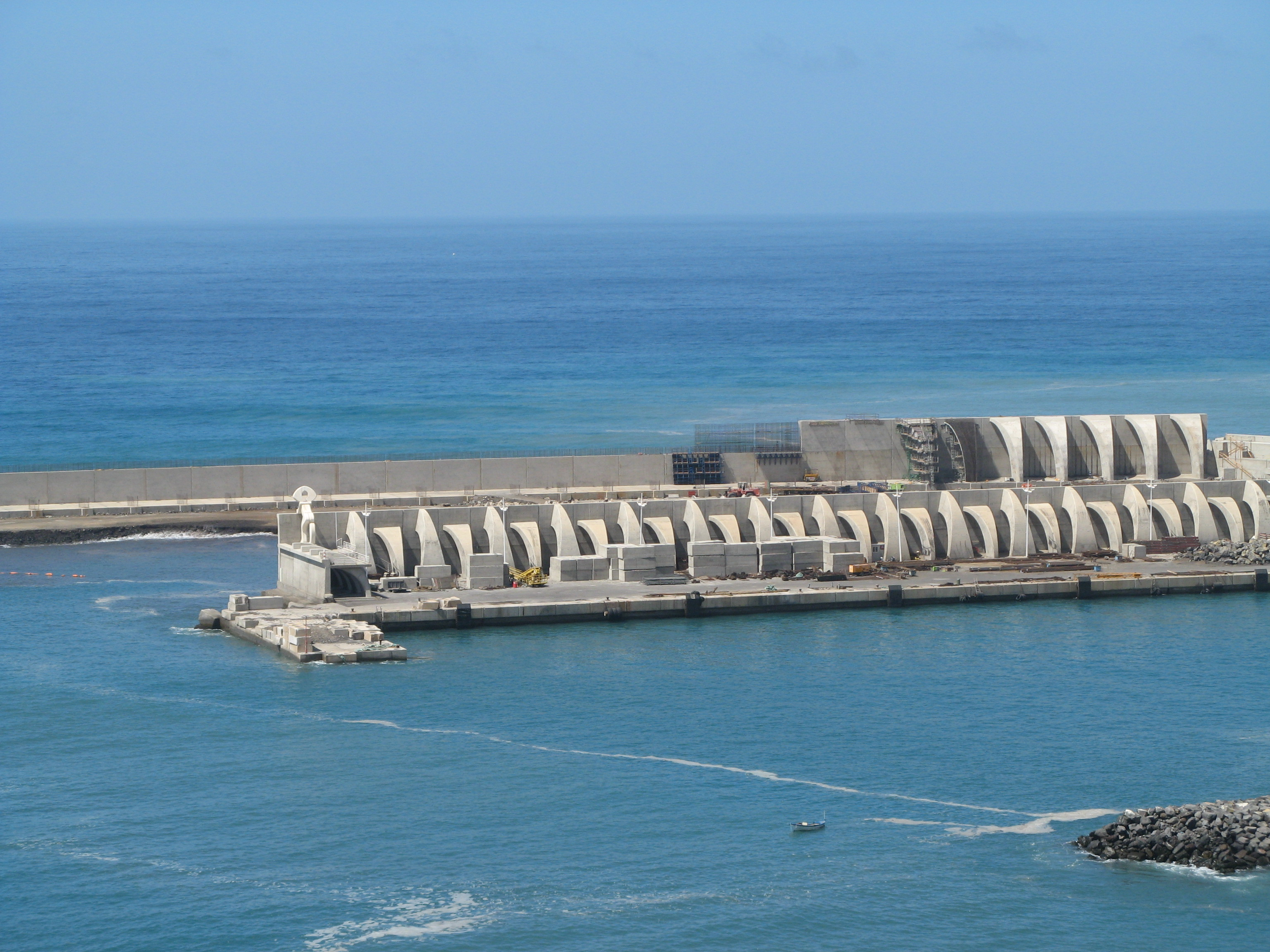
2012, Blick von Paseo Litural del Tazacorte.
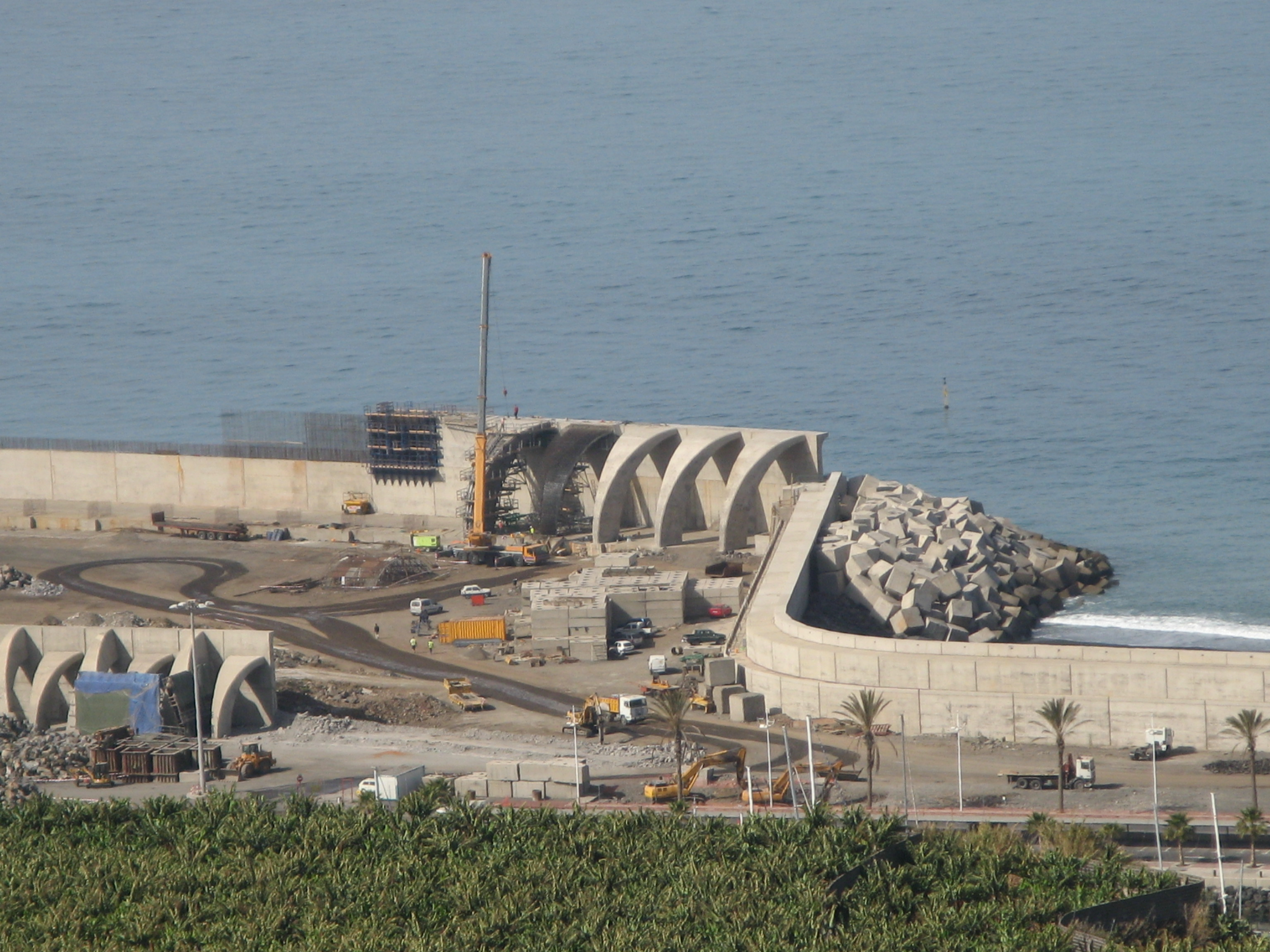
2012
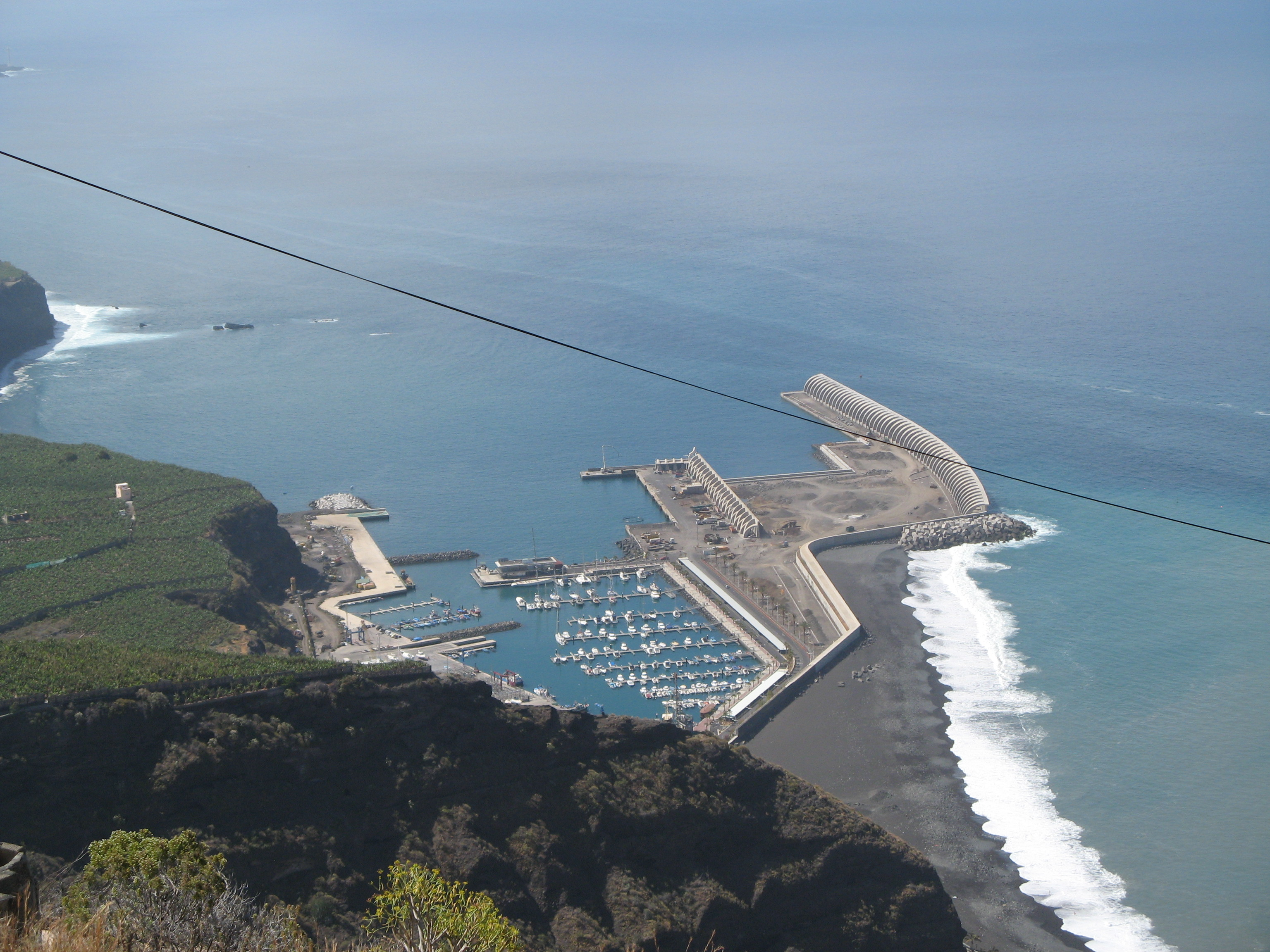
2014
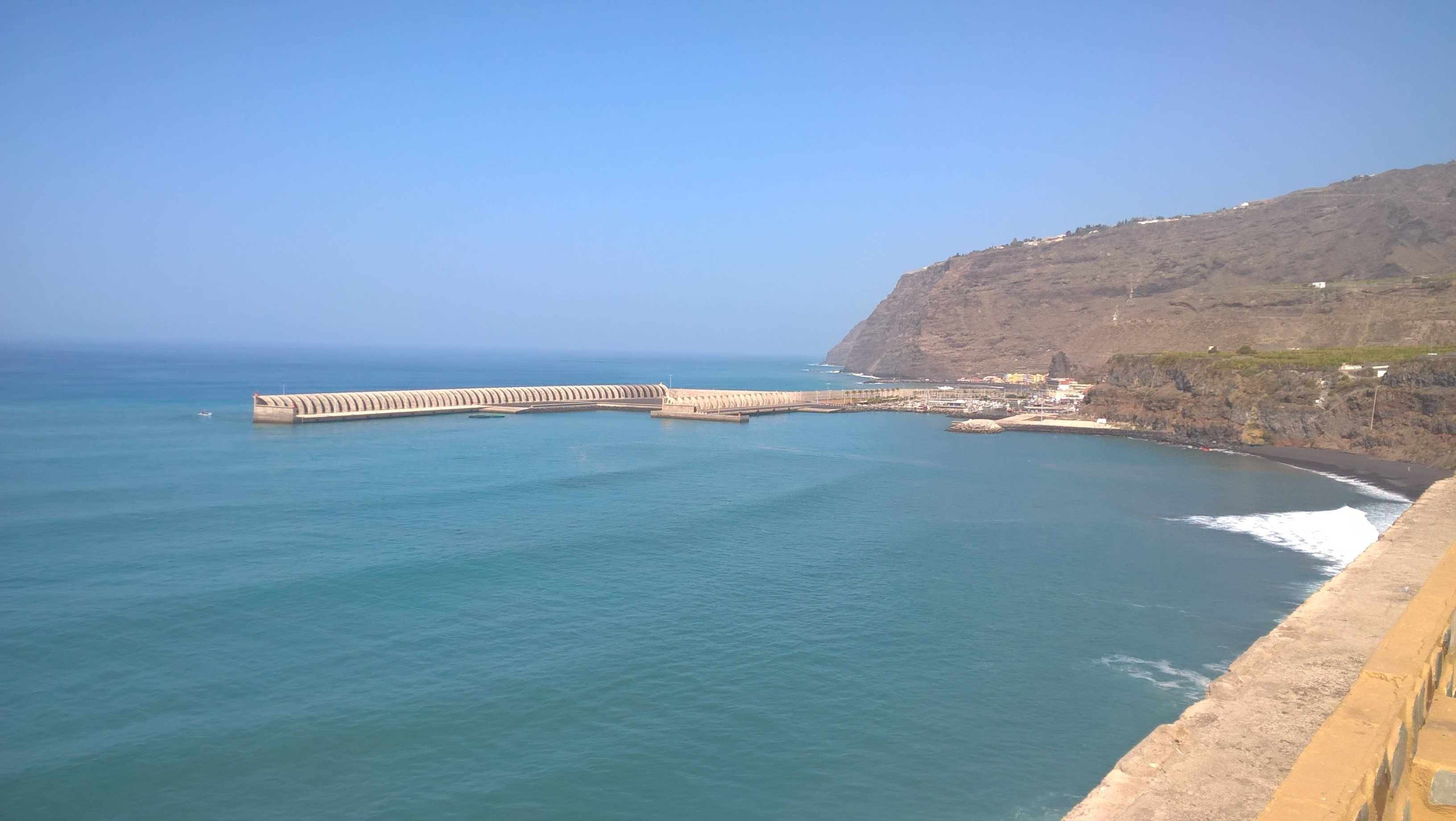
2019, Blick vom Mirador Roque de Don Pedro, Tazacorte.

### Straßennetz
Das Straßennetz im Gemeindegebiet von Tazacorte ist gut ausgebaut. Zwei Buslinien verbinden Tazacorte im Takt-Verkehr mit Los Llanos und mit den Gemeinden im Nordwesten der Insel.

#### Wiederherstellung vom Lavastrom verschüttete Straßen

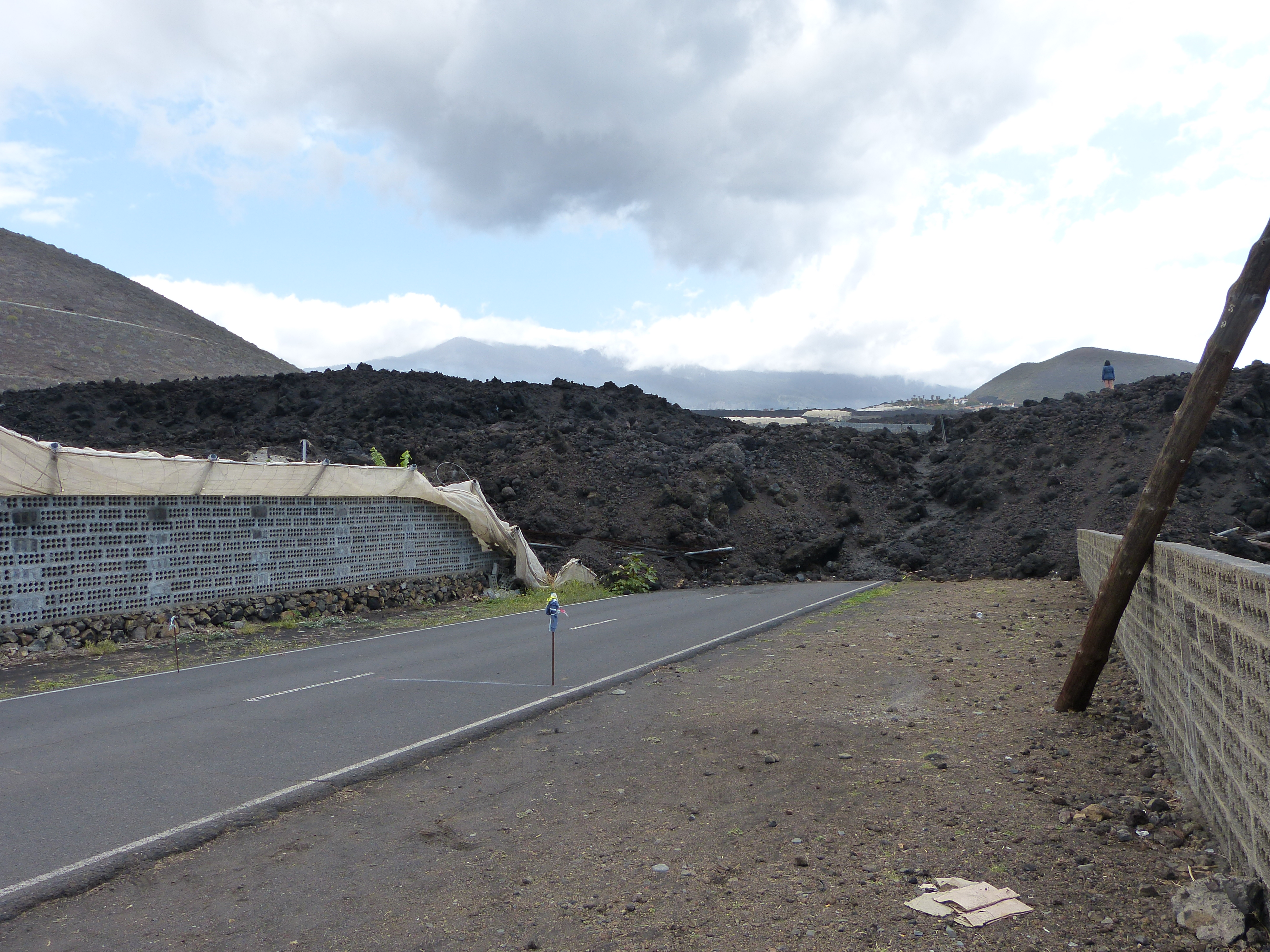
Carretera La Costa (LP 2131) in Tazacorte, Ortsteil Marina, März 2022

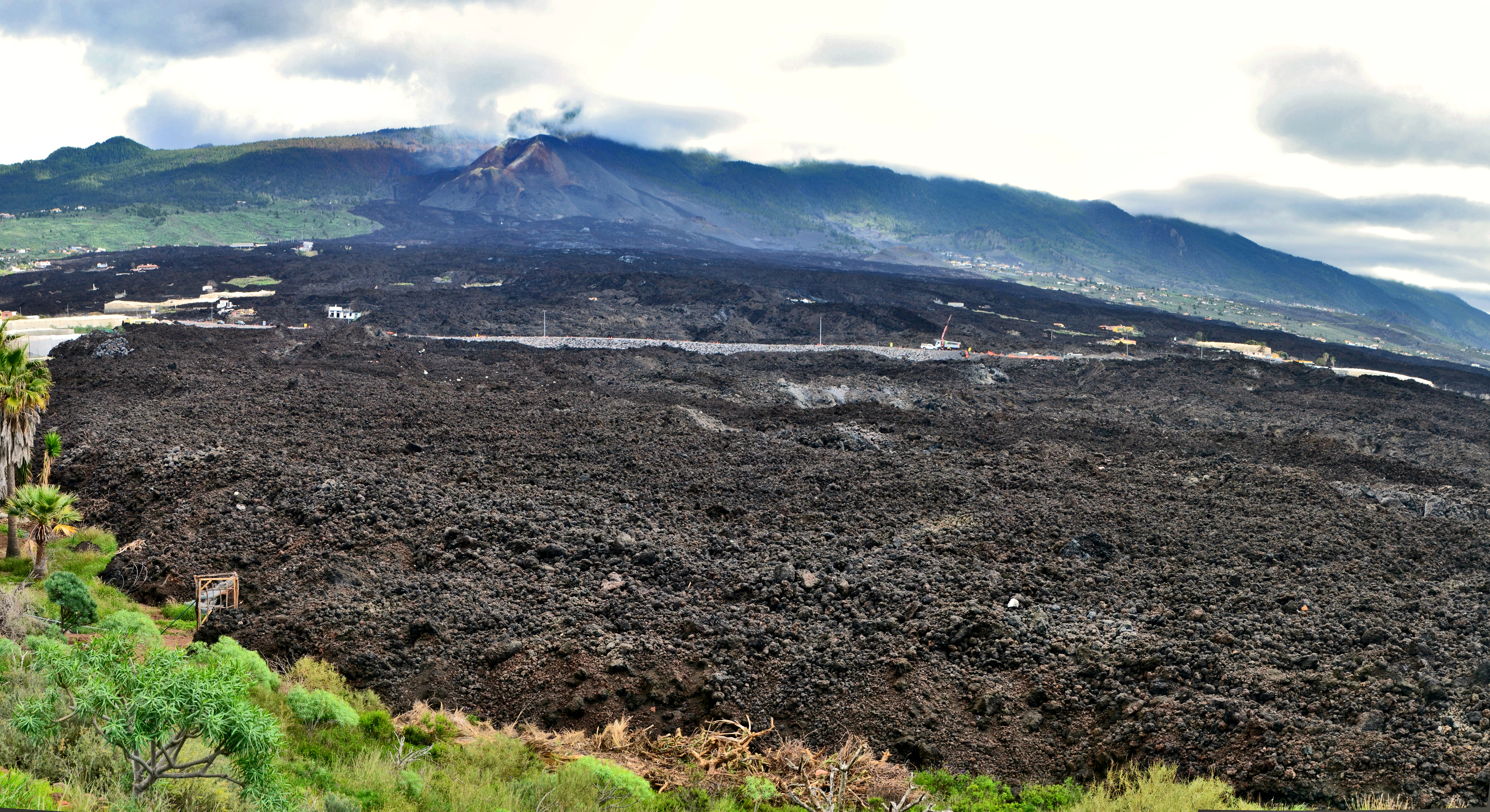
Bau der Lavastraße (LP-213), Januar 2023

Durch den Vulkanausbruch auf La Palma im Jahr 2021 wurde die Straßenverbindung von Tazacorte nach Süden in Richtung Puerto Naos, die Carretera La Costa (LP-2132), zwischen La Costa und El Pampillo unterbrochen. Dadurch waren kleinere Ortsteile bis Mai 2023 vom Ortskern abgeschnitten.
Die hierzu parallel verlaufende Straßenverbindung von La Laguna nach Puerto Naos, die Carretera La Laguna-Las Norias (PL-213), war ebenfalls über einen 3,9 Kilometer langen Abschnitt vom Lavastrom verschüttet. Der größte Teil dieses Abschnitts (2.460 Meter) verläuft über die verschiedenen Lavaströme. Der Rest führt über landwirtschaftlich genutztes (600 m) sowie über unbebautes Land (502 m). In diesem, vom Lavastrom nicht betroffenen Abschnitt wurde ein 243 Meter langes Viadukt gebaut, das die Querdurchlässigkeit für den landwirtschaftlichen Verkehr ermöglicht.
Die Herstellung der Fahrbahn über dem Lavafeld war eine besondere Herausforderung, da dort noch Temperaturen zwischen 40 und 180 Grad Celsius herrschten. Der Straßenbelag, eine besondere Bitumenmischung, muss an seinem Untergrund Temperaturen standhalten, die weit von jeder Norm entfernt sind. Entsprechende Straßenbauarbeiten über Lavafelder wie die der Amerikaner scheiterten bislang. Der Erfolg dieser Bauarbeiten gilt als Präzedenzfall des Ingenieurwesens. Zur Sicherheit der Arbeiter waren eine Zugangskontrolle und die Messung giftiger Gase notwendige Maßnahmen.
Die Straßenverbindung von La Laguna nach Puerto Naos, die Carretera La Laguna-Las Norias (PL-213), wurde am 25. Mai 2023 nach 14 Monaten Bauzeit und 36,5 Millionen Euro Kosten wieder in Betrieb genommen.

#### Bau einer Ortsumgehung von Tazacorte
Der 2012 begonnene Bau einer Ortsumgehung von Tazacorte (LP-2) sowie die Anbindung des Hafens soll das Stadtgebiet vom Schwerlastverkehr befreien und damit Lärm und Umweltverschmutzung reduzieren sowie die wirtschaftliche Entwicklung des Aridane-Tals und die des Hafens von Tazacorte fördern, in der Perspektive auf Kreuzfahrtschiffe, für die der Hafen jedoch viel zu klein ist. Der Bau der Ortsumgehung mit mehreren Stützmauer- und Brückenbauwerken wurde aus Finanzierungsgründen bald wieder eingestellt, jedoch 2018 wieder aufgenommen und nach dreizehn Jahren, im Mai 2024 fertiggestellt. Zur Überwindung des großen Höhenunterschiedes zwischen dem Ort Tazacorte und Puerto Tazacorte war eigens der Bau eines 200 Meter langen, „falschen Tunnels“, mit einer Betongewölbestruktur aus vorgefertigten Betonteilen notwendig. Die Kosten für die dreispurige 2,2 km lange Straße beliefen sich auf 16,5 Millionen Euro.

## Kommunalpolitik
Bei den Kommunalwahlen 2019 wurde die Unión Bagañete, die u. a. die Interessen der Bananenproduzenten vertritt, als stärkste Kraft in der Gemeindevertretung von der Nueva Canarias abgelöst. Sie erhielt vier von elf Sitzen (29,1 %), gefolgt von der PSOE mit drei Sitzen (29 %), der Unión Bagañete mit drei Sitzen (22,9 %) und der Izquierda Unida Canaria mit einem Sitz (10,2 %). Nueva Canarias und Unión Bagañete bildeten eine Koalition. Bei den Kommunalwahlen 2023 trat anstelle der populistisch agierenden Unión Bagañete die Coalición Canaria an. Stärkste Kraft wurde nun die gleichfalls populistisch agierende Nueva Canarias mit 5 Sitzen (43,4 %), gefolgt von der PSOE mit drei Sitzen (23,7 %), der Coalición Canaria mit zwei Sitzen (17,8 %) und der PP mit einem Sitz (10,4 %). PSOE, Coalición Canaria und PP bildeten eine Koalition.

## Kultur und Sehenswürdigkeiten

### Feste
Wie in vielen Orten Spaniens wird auch in Tazacorte am Ende der Karnevalszeit die Beerdigung der Sardine durch eine Prozession „wehklagender Witwen“ und „Trauergäste“ zelebriert.
Jährlich am 16. Juli halten die Seeleute eine Prozession zu Ehren der Schutzpatronin Virgen del Carmen ab.
Am 29. September findet das große Fest zu Ehren des Erzengels Michael, des Kirchenpatrons, Schutzheiligen der Stadt und des Hafens von Tazacorte und aller Einwohner La Palmas statt. Höhepunkt ist der einzigartige Tanz der Caballos Fufos, der fauchenden Pferde. Zwanzig Pferde – mit farbigem Papier verkleidete Rohrgestelle – tanzen durch die Straßen, angeführt von einer Giraffe.

### Sehenswürdigkeiten
- Die Kirche San Miguel Arcángel in Tazacorte wurde 1513 an der Stelle der ersten Wallfahrtskapelle der Insel von 1492 erbaut. 1922 wurde das Gotteshaus zur Pfarrkirche. In ihr werden unter anderem die Reliquien des Martyriums der 40 Jesuiten aufbewahrt (siehe Abschnitt Geschichte).[62][23]
- Eine große Bronzestatue des Erzengels Michael, eingerahmt von einem Springbrunnen, befindet sich vor dem Rathaus von Tazacorte. Sie wurde im Jahr 2007 von den Künstlern Luis Morera und Natan Teutsch geschaffen. Der Erzengel Michael, der Schutzheilige der Insel, ist auch als Verteidiger der Kirche, das Schwert tragend, im Wappen von La Palma enthalten.[63]
- Historisches Treppenviertel von Villa de Tazacorte.
- El Charco, das Viertel unterhalb der Kirche mit den historischen Herrschaftshäusern Casa Massieu[64] (hier finden häufig Kunstausstellungen statt), Casa Monteverde und Casa Díaz Pimienta sowie der Molino Abajo, Los Lavaderos und dem Aquädukt (siehe Abschnitt Geschichte).[18][65]
- Das 2004 eröffnete Museo del Plátano im El Charco, umgeben von einer Bananenplantage, zeigt anhand von Bildtafeln die Geschichte der Bananenanpflanzungen auf den Kanarischen Inseln und insbesondere in Tazacorte. Eine Vielzahl historischer Aufnahmen von Tazacorte und zu diesem Gewerbe dient der Veranschaulichung.[66]
- Das Museo del Mojo, im Parkbereich des Museo del Plátano, zeigt die heimischen Gewürze und deren Verwendung.[66]
- Die Casa Museo Doctor Morales ehrte den Arzt Manuel Morales Pérez (1902–1986), der sich Ende der 1920er Jahre in Tazacorte um die Pestbekämpfung verdient gemacht hatte und später eine Stiftung ins Leben rief. Es befindet sich an der Plaza La Vica nahe der Kirche und beinhaltet neben dem Museum (im Kellergeschoss) eine Seniorenresidenz.[67]
- Paseo del Litural ist ein – aus zwei kurzen Abschnitten bestehender – noch unfertiger Küstenwanderweg entlang der Steilküste von Tazacorte. Man erreicht den einen Abschnitt unterhalb von El Charco durch die Bananenplantagen, wo sich ein weiter Blick auf den Hafen von Puerto Tazacorte bietet. Von hier führt eine steile Treppe zu einem abgeschiedenen Lavakiesstrand, der Playa Nueva - Mangón. Der andere Abschnitt, Mirador Roque de Don Pedro ist in San Borondón zu erreichen.[68]

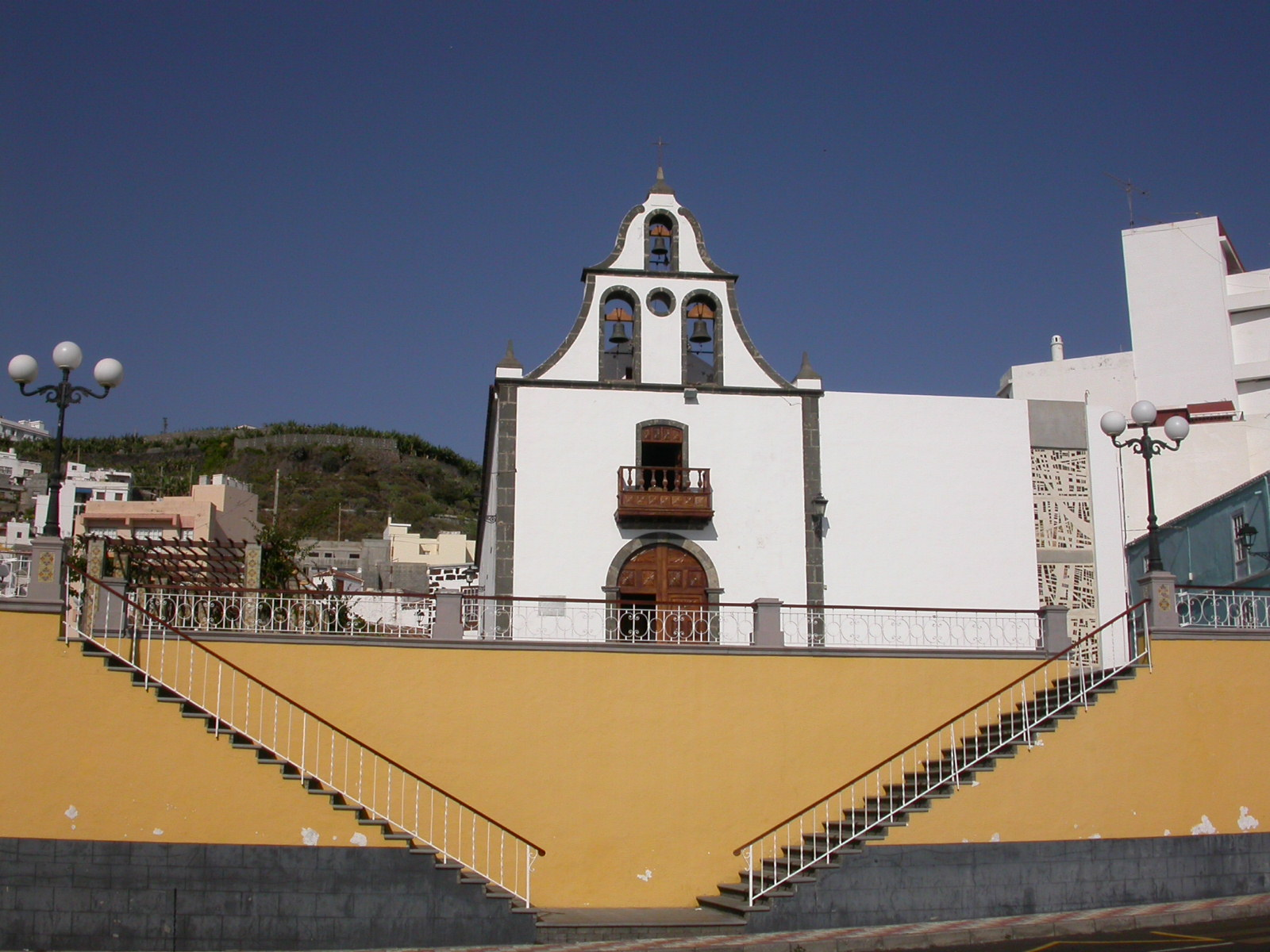
Kirche San Miguel Arcángel
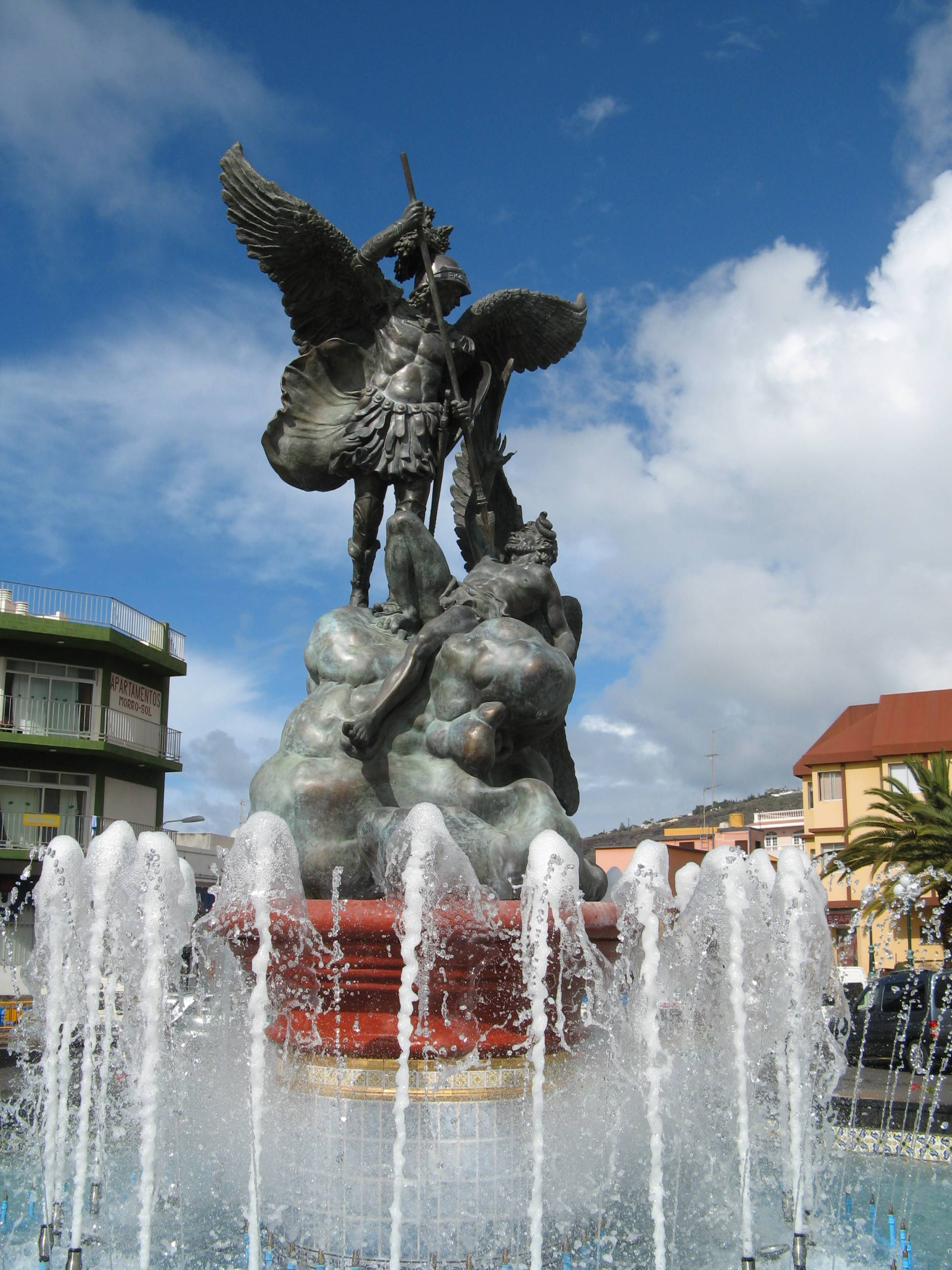
Bronzefigur San Miguel de La Palma am Rathaus.
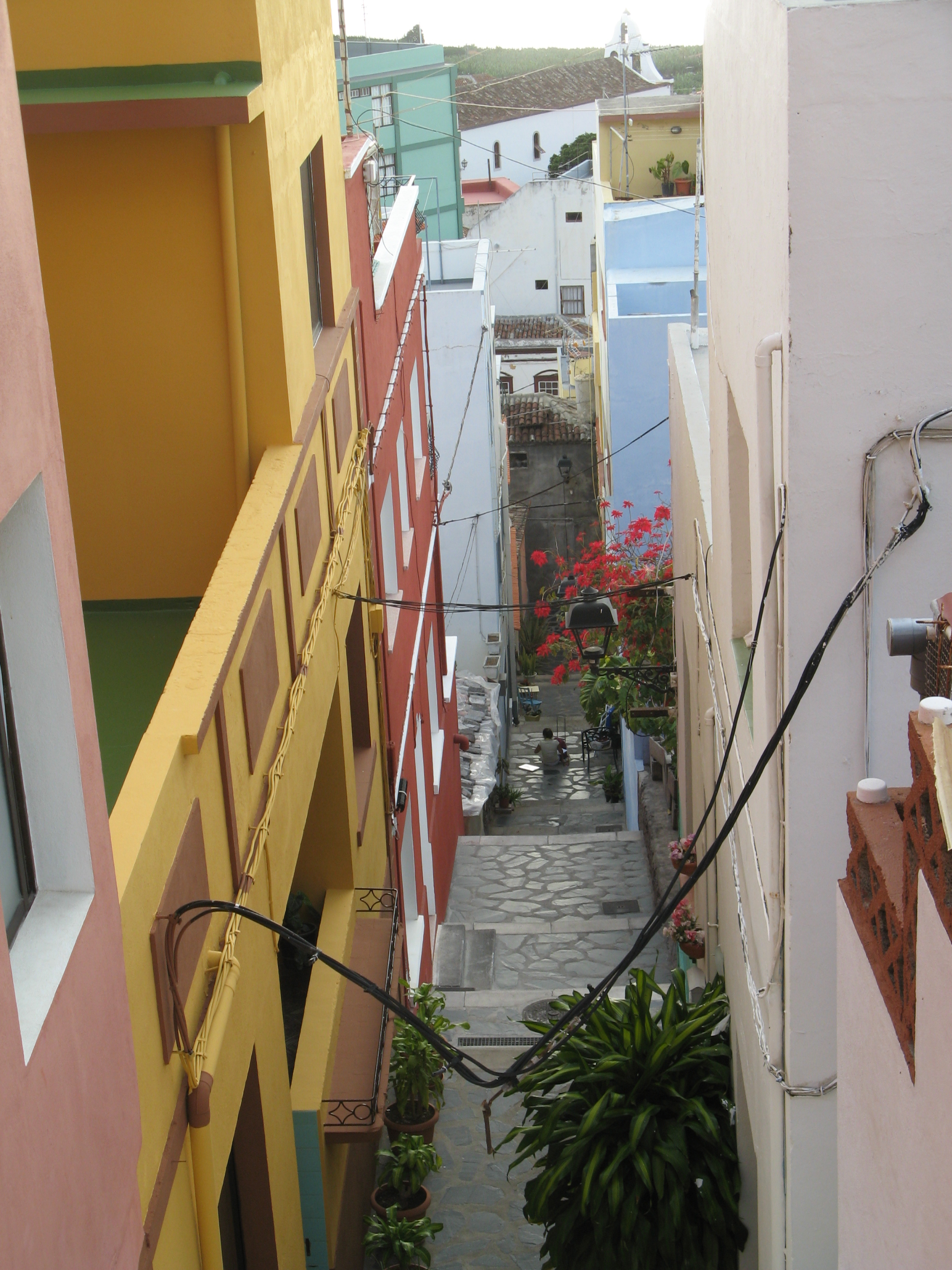
Historisches Treppenviertel, oben im Bild die Kirche
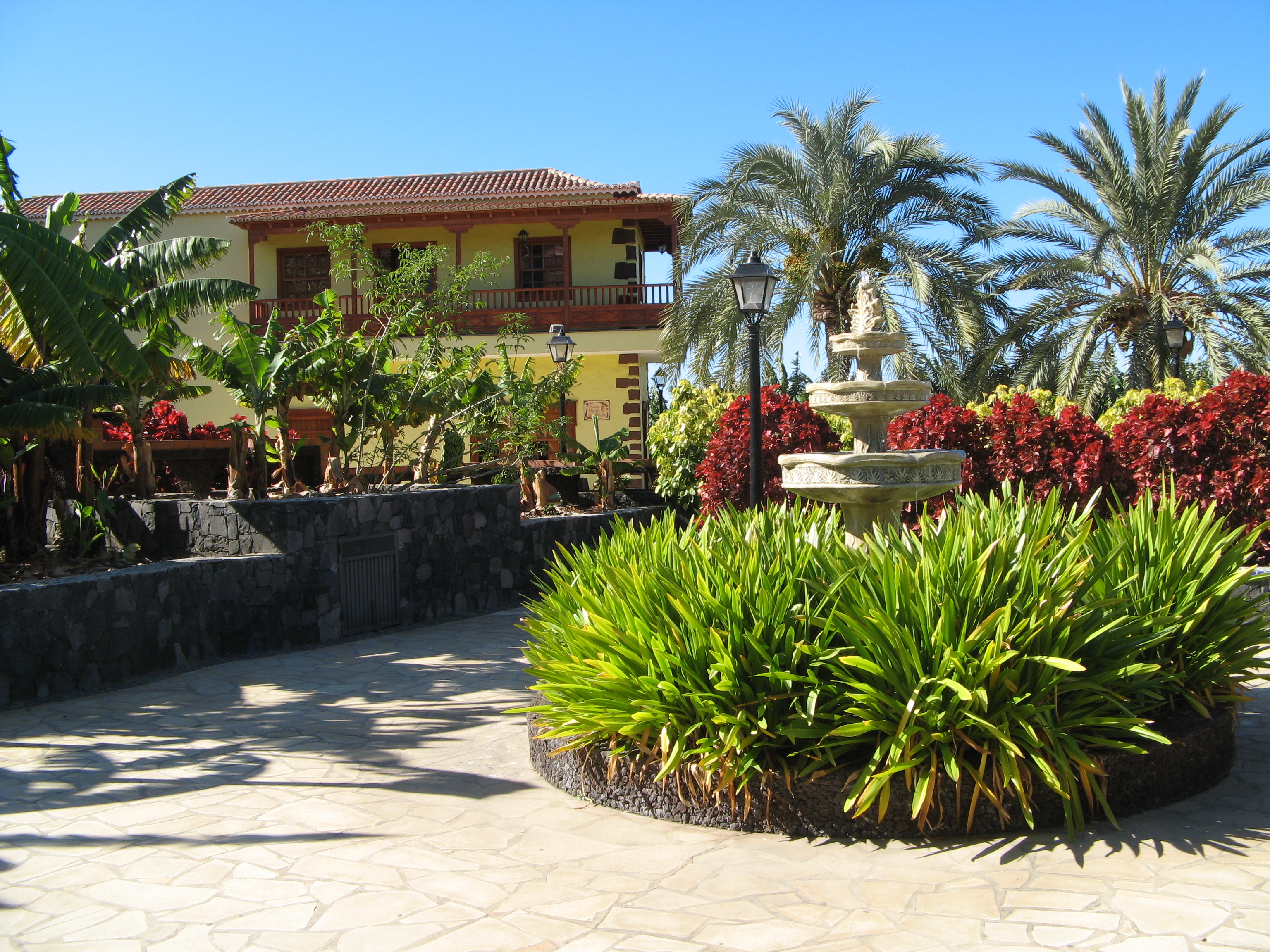
Museo del Plátano
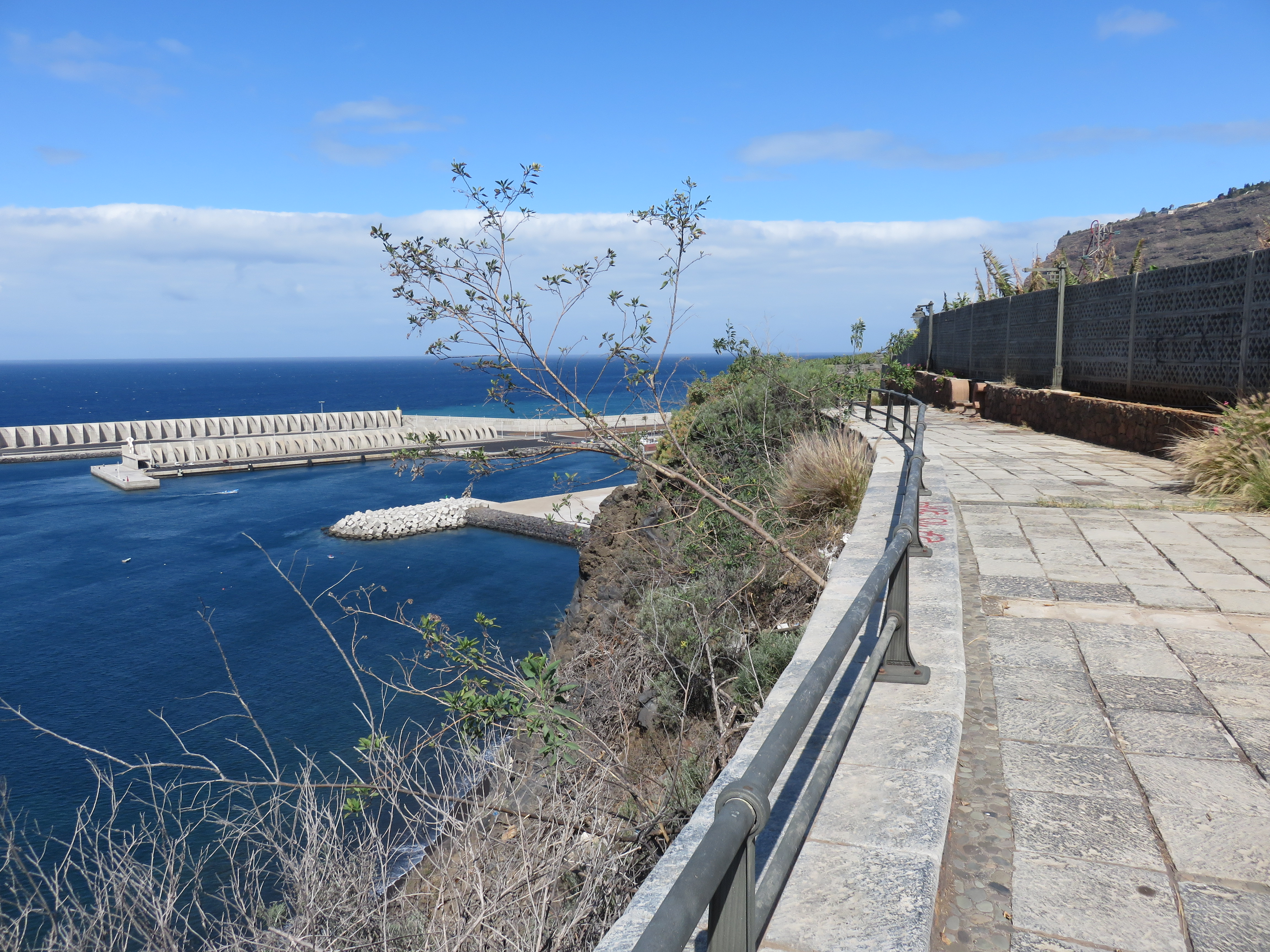
Paseo del Litural von El Charco aus zu erreichen.
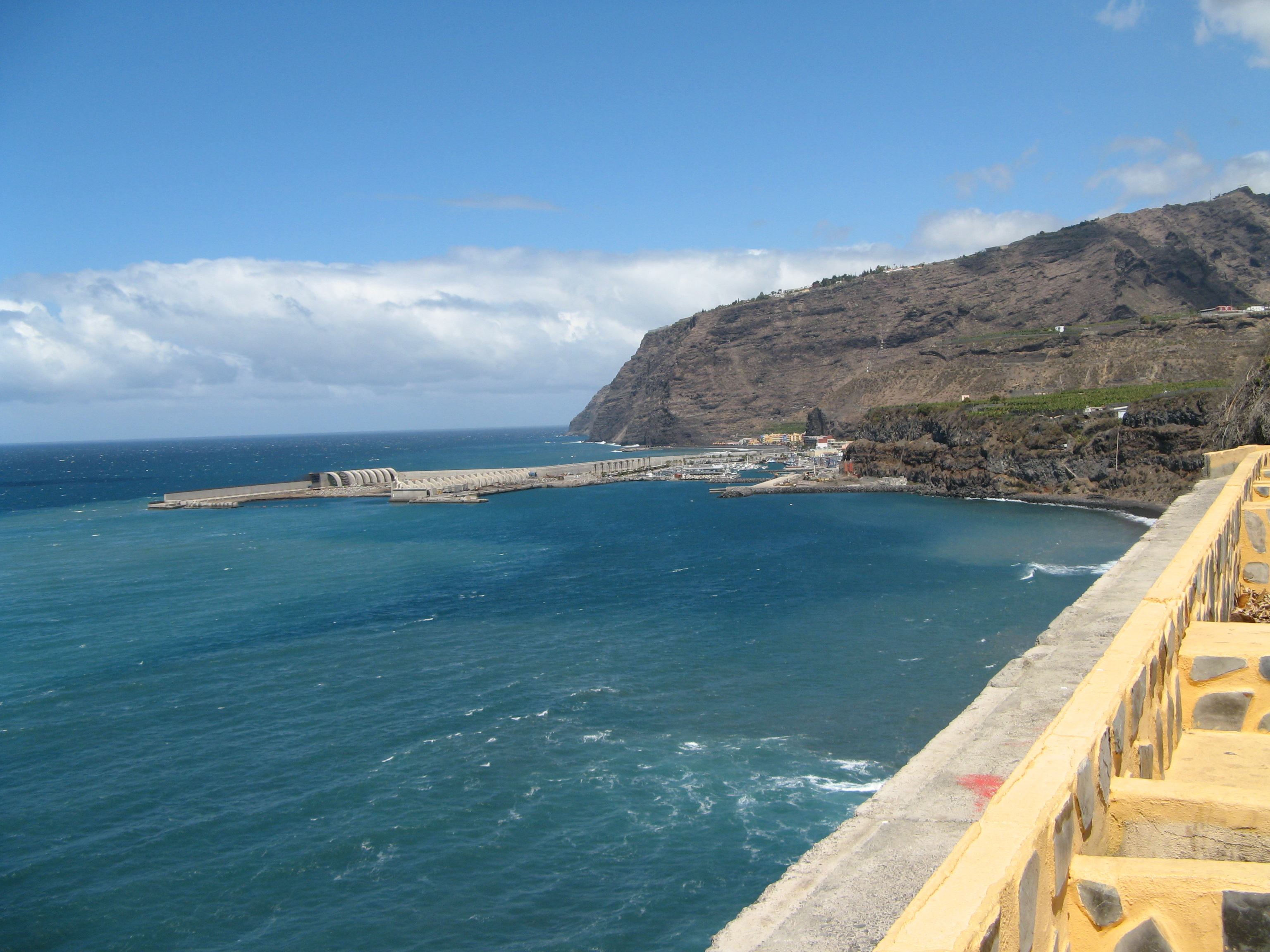
Mirador Roque de Don Pedro von San Borondón aus zu erreichen.

## Sonstiges
Das nach Tazacorte benannte Motorfrachtschiff Tazacorte wurde 1952 von der in Hamburg beheimateten Oldenburg-Portugiesische Dampfschiffs-Rhederei GmbH (OPDR) in Dienst gestellt und wurde bis 1971 im Frachtdienst zu den Kanarischen Inseln eingesetzt. Danach wurde es an die Guam-Guam Shipping Co. verkauft und fuhr als Golden Sea unter der Flagge Singapurs. 1973 wurde es zum Abbruch nach Taiwan verkauft.